# Guerra di Crimea
La guerra di Crimea fu un conflitto combattuto dal 4 ottobre 1853 al 1º febbraio 1856 fra l'Impero russo da un lato e un'alleanza composta da Impero ottomano, Francia, Gran Bretagna e Regno di Sardegna dall'altro. Il conflitto ebbe origine da una disputa fra Russia e Francia sul controllo dei luoghi santi della cristianità in territorio ottomano.
Quando la Turchia accettò le proposte francesi, la Russia nel luglio 1853 la attaccò. La Gran Bretagna, temendo l'espansione russa verso il Mediterraneo, si unì alla Francia ed entrambe si mossero per difendere la Turchia, dichiarando guerra alla Russia nel marzo del 1854. L'Austria appoggiò politicamente le potenze occidentali. Il Regno di Sardegna, nel timore che la Francia si legasse troppo all'Austria, inviò nel gennaio 1855 un contingente militare al fianco dell'esercito anglo-francese, dichiarando a sua volta guerra alla Russia.
Il conflitto si svolse soprattutto nella penisola russa di Crimea, dove le truppe alleate misero sotto assedio la città di Sebastopoli, principale base navale russa del mar Nero. Dopo vani tentativi dei russi di rompere l'assedio (battaglie di Balaklava, di Inkerman, della Cernaia) e l'attacco finale degli alleati, Sebastopoli fu abbandonata dai difensori il 9 settembre 1855, portando alla sconfitta della Russia.
Il Congresso di Parigi del 1856 stabilì le condizioni di pace, avvicinando politicamente il Regno di Sardegna alla Francia e favorendo quel processo di intese che porterà nel 1859 alla seconda guerra di indipendenza.

## Il contesto e gli antefatti
Dopo il periodo di gravi disordini e rivoluzioni del 1848-1849, seguì il tempo della pace europea, il cui suo simbolo fu la Grande esposizione di Londra del 1851. Nonostante l'Austria conservasse la sua influenza sulla Confederazione germanica, i rapporti con il più grande e autonomista degli stati tedeschi, la Prussia, erano discreti. I due Paesi collaboravano al mantenimento della Confederazione, mentre, nello stesso 1851 in Francia, Luigi Napoleone annullava la costituzione per poi assumere i pieni poteri. Quasi contemporaneamente anche l'Austria revocava la costituzione, dando così la sensazione che la reazione avesse alla fine trionfato e che le logiche del Congresso di Vienna e della Santa Alleanza si fossero ristabilite.
Inoltre, Luigi Napoleone, non contento della carica di principe presidente, il 2 dicembre 1852 si proclamò imperatore dei francesi. Egli, però, con il titolo di Napoleone III, emulo dello zio Napoleone Bonaparte, si considerò insoddisfatto dell'assetto dell'Europa, cominciando a mettere in pericolo la stabilità del continente.

### La disputa sui Luoghi santi
Già durante il corso del 1852, nel Vicino Oriente, si era delineata una situazione di crisi. Nella sua ricerca di prestigio e per favorirsi l'appoggio dei clericali francesi, Luigi Napoleone appoggiò la pretesa dei monaci cattolici di controllare i Luoghi Santi. Ciò lo mise in contrasto con lo zar Nicola I di Russia che aveva analoghe aspirazioni per i componenti della sua Chiesa ortodossa. Ne seguì un periodo di tensione che si concluse alla fine del 1852 con la notizia che l'Impero ottomano (minacciato dalla flotta francese) cedeva all'iniziativa di Luigi Napoleone.
Fu una vittoria diplomatica della Francia e Nicola I, per riscattarsi, inviò alla fine di febbraio del 1853 nella capitale dell'Impero ottomano, Costantinopoli, una missione speciale guidata dal principe Aleksandr Sergeevič Menšikov. Costui chiese ai turchi il protettorato russo su tutte le popolazioni ortodosse dell'impero ottomano, basandosi arbitrariamente sul Trattato di Küçük Kaynarca del 1774, che in realtà non prevedeva alcun diritto di protezione. Il tutto fu accompagnato da voci di mobilitazione dell'esercito in Russia meridionale e da una imponente parata della flotta di Sebastopoli.
Napoleone III non poté resistere alla provocazione e la flotta francese ebbe l'ordine di raggiungere l'isola greca di Salamina. I turchi d'altro canto resistevano alle richieste di Menšikov che, il 21 maggio 1853, lasciò Costantinopoli assieme al personale diplomatico russo. L'azione di Menšikov mutò la politica della Gran Bretagna. Il 2 giugno, infatti, su disposizione del Primo ministro conservatore Aberdeen, la flotta inglese fu inviata al largo dei Dardanelli, dove pochi giorni dopo fu raggiunta dalla flotta francese.

### I russi entrano nei principati danubiani
Nicola I era sicuro di essere appoggiato, almeno diplomaticamente, dall'Austria e dalla Prussia e, nello stesso tempo, non considerava reali i pericoli di una mobilitazione delle flotte di Francia e Gran Bretagna. Egli continuò così ad alimentare la crisi e il 2 luglio 1853 il suo esercito attraversò il fiume Prut per occupare i principati danubiani di Moldavia e Valacchia, vassalli dell'Impero ottomano. L'esercito turco ripiegò senza combattere fino al Danubio.
A questo punto l'Austria, che dipendeva per il suo commercio estero dal Danubio, si allarmò per l'atteggiamento russo e il suo ministro degli Esteri Karl Buol presentò alla Russia delle nuove concessioni ai cristiani, stabilite da Austria, Prussia, Francia e Gran Bretagna, alle quali poteva sottostare la Turchia senza pericolo per la sua indipendenza. Quest'ultima, d'altro canto, il 20 luglio 1853, offriva ai russi di impegnarsi a mantenere in perpetuo le concessioni già fatte ai cristiani. Napoleone III però insistette affinché la disputa rimanesse fra la Russia e la Francia, per cui la nota di Buol stabilì che il governo turco non avrebbe mutato le condizioni dei cristiani «senza previ accordi con i governi di Francia e Russia». Il ministro degli Esteri russo Karl Nessel'rode accettò la nota il 5 agosto. I turchi invece si dimostrarono insoddisfatti e, alla fine, la rifiutarono.
Ansioso di dimostrare che la Russia aveva vinto la disputa diplomatica, Nessel'rode il 7 settembre 1853 dichiarò che la nota di Vienna dava alla Russia la protezione delle popolazioni ortodosse turche. Questa interpretazione forzata irritò Francia e Gran Bretagna, che tra il 22 e il 23 settembre decisero che le loro flotte avrebbero attraversato lo stretto dei Dardanelli. A questo punto, il 4 ottobre, la Turchia, che si sentiva sempre più spalleggiata dalle due potenze occidentali, dichiarò guerra alla Russia. Quattro giorni dopo il governo inglese respinse il progetto diplomatico di Buol e ordinò alla sua flotta di raggiungere Costantinopoli. Quando le navi inglesi e francesi arrivarono nel porto della capitale ottomana la Turchia ruppe gli indugi e attaccò, il 23 ottobre, i russi sul Danubio.

## La guerra sul Danubio e nel Mar Nero (ottobre 1853 - luglio 1854)

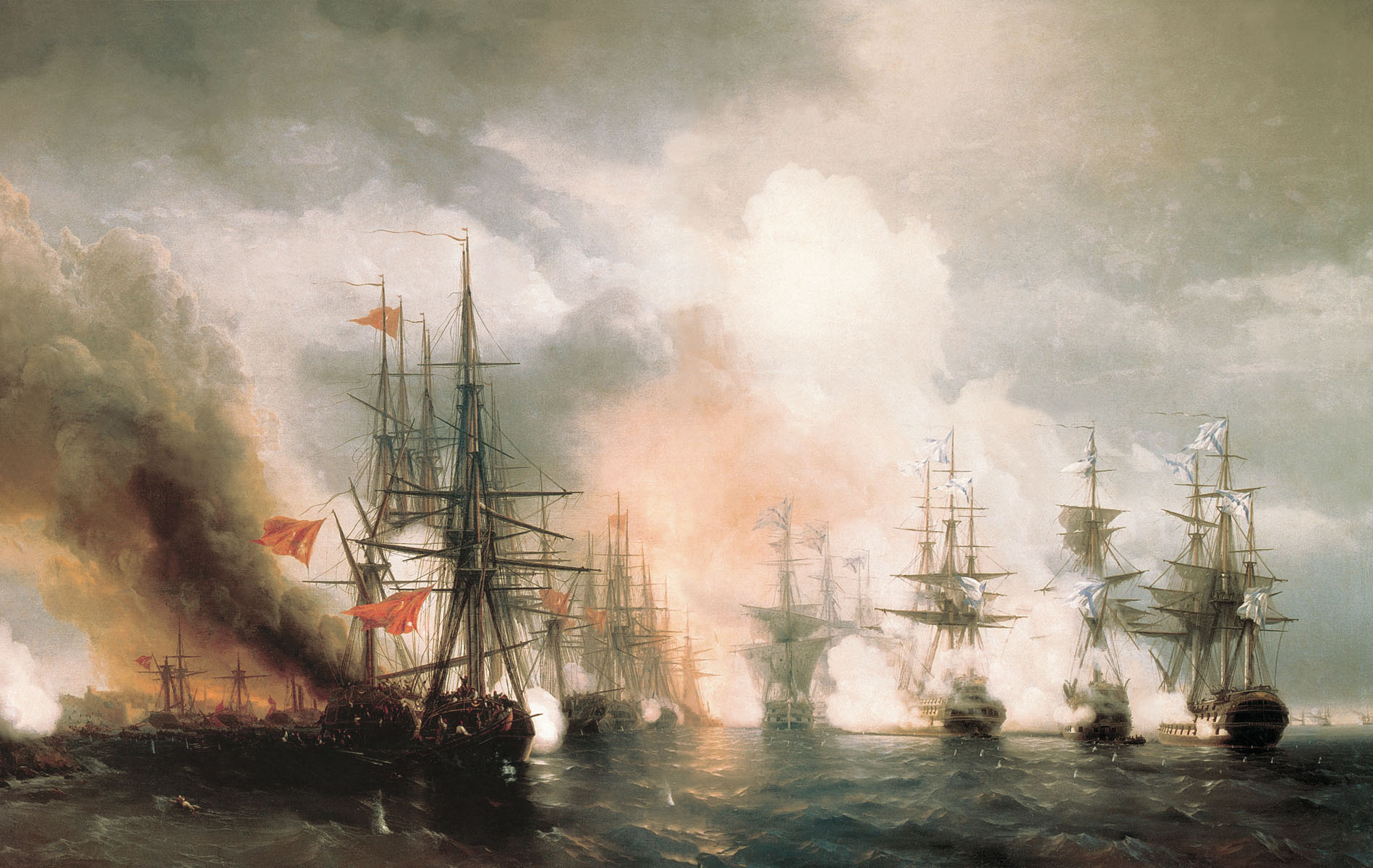
Le navi russe (a destra) colpiscono quelle turche nella battaglia di Sinope.

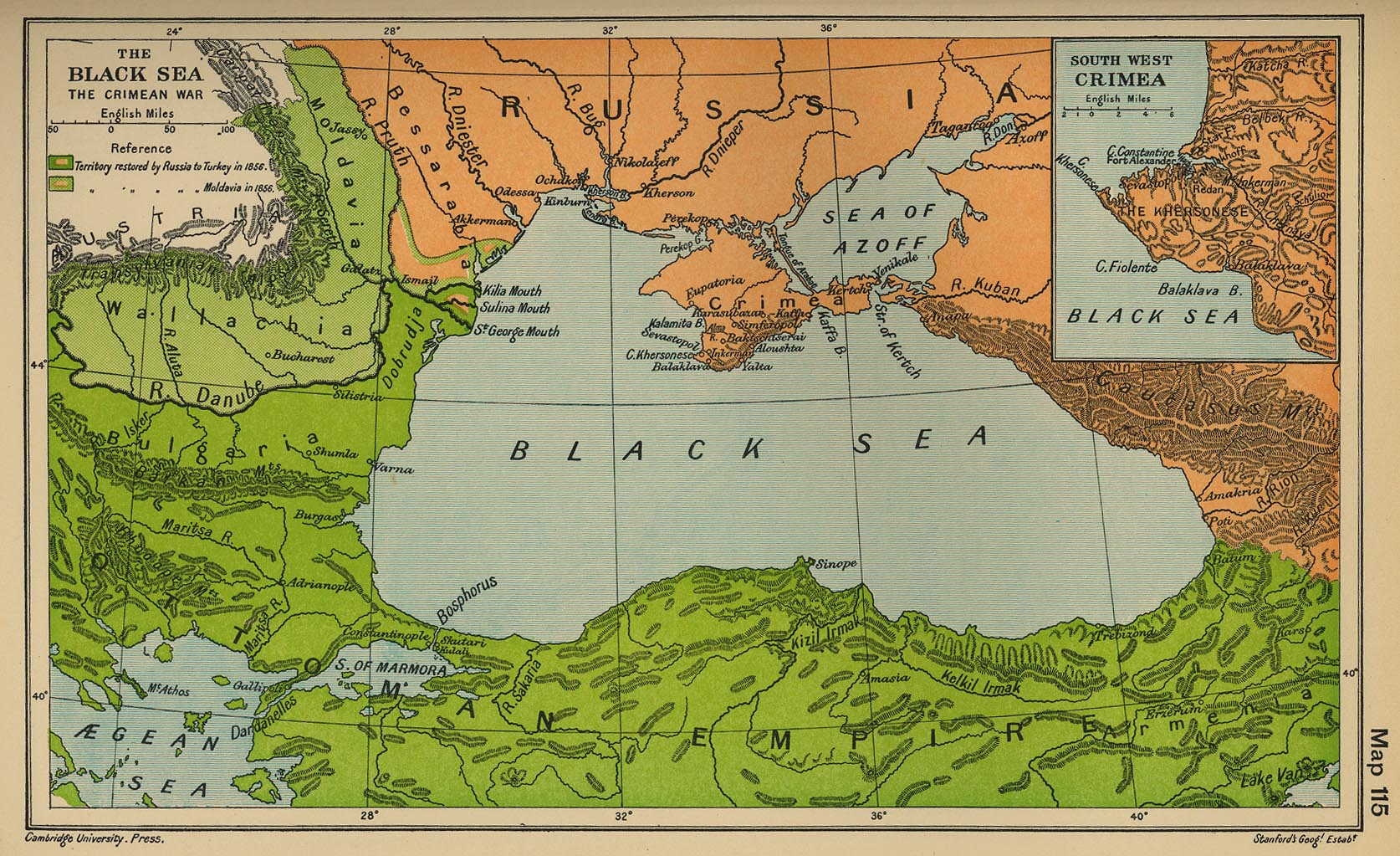
Il teatro principale della guerra di Crimea. A sinistra, tra Moldavia e Russia, il fiume Prut e, più a sud, a segnare il confine meridionale della Valacchia, il Danubio.

Dopo la dichiarazione di guerra della Turchia alla Russia, l'esercito ottomano (uno dei più antiquati d'Europa) occupò Calafat, sul Danubio, il 28 ottobre 1853. L'armata turca, al comando di Omar Pascià, si trincerò quindi lungo il corso del fiume e attese la reazione del comandante russo Michail Dmitrievič Gorčakov, che il 4 novembre, con 9000 soldati, attaccò senza successo i 3000 turchi trincerati ad Oltenița. A questo primo scontro ne seguirono altri in altre località, come Măcin e Giurgiu, dove i russi fallirono ancora il passaggio del fiume.
Le navi dello Zar, invece, conseguirono una brillante vittoria nel Mar Nero. Il 30 novembre 1853, infatti, la flotta dell'ammiraglio Pavel Stepanovič Nachimov sorprese nel porto di Sinope una squadra turca di 12 vascelli da guerra e la annientò. Le fortificazioni di Sinope non erano allertate e, favorite dalla nebbia, le navi russe compirono una strage: perirono negli incendi dai 4000 ai 5000 marinai turchi e durante le sei ore della battaglia anche alcune zone della città andarono distrutte.
Il “massacro di Sinope” colpì sensibilmente l'opinione pubblica occidentale. Ciò consentì ai governi di Francia e Gran Bretagna di far passare il Bosforo alle loro flotte, che il 4 gennaio 1854 entrarono nel Mar Nero a protezione delle navi turche. Otto giorni dopo, al ministro degli Esteri russo Nessel'rode veniva intimato da Londra e Parigi di mantenere la flotta dello Zar ferma a Sebastopoli. Il 27 febbraio le due potenze inviarono un ultimatum alla Russia con la richiesta di ritirarsi dai principati danubiani. Al rifiuto russo si profilò con chiarezza il loro intervento nella guerra.
Nei principati danubiani intanto, dopo aver subito un'altra sconfitta a Cetate il 5 gennaio, i russi tre giorni dopo riuscirono a passare il Danubio presso la foce (in Dobrugia), per fermarsi un centinaio di chilometri più a sud di fronte al Vallo di Traiano utilizzato dai turchi a scopo difensivo.

### La Francia e la Gran Bretagna entrano in guerra

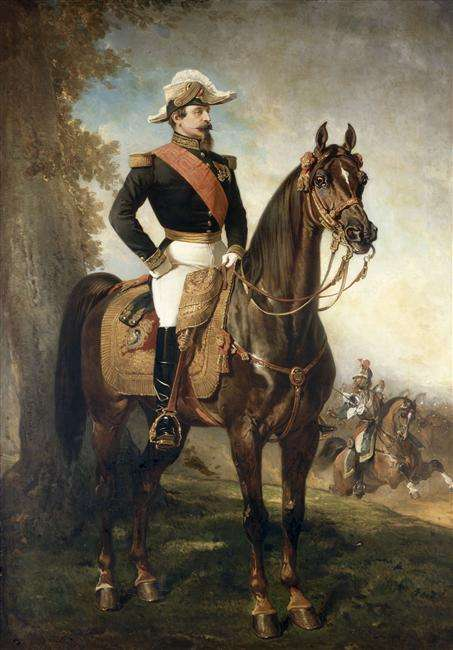
Napoleone III di Francia fu uno dei protagonisti della crisi sui Luoghi santi che portò alla guerra di Crimea.

La situazione internazionale era la seguente: lo zar Nicola I di Russia aveva bisogno di una Turchia docile per la sicurezza dei suoi confini meridionali, Napoleone III di un successo per consolidare la sua posizione interna, e il governo inglese di una Turchia indipendente e autonoma per la sicurezza del Mediterraneo orientale e dei suoi possedimenti in Asia. A Vienna, intanto, un progetto di alleanza con le due potenze occidentali del ministro degli Esteri austriaco Buol fu sabotato dall'opposizione dei militari, che valutarono la posizione geografica dell'Austria troppo esposta in un eventuale conflitto contro la Russia.
Il 23 febbraio 1854 (quattro giorni prima dell'ultimatum alla Russia) reparti dell'esercito britannico lasciarono l'Inghilterra. L'11 marzo salpò per il Baltico una squadra navale inglese, alla quale seguì il 19 l'invio di truppe francesi in Turchia e il 20 la partenza di una squadra francese, anch'essa per il Baltico. Tra il 27 e il 28 marzo 1854 la Francia e la Gran Bretagna dichiararono guerra alla Russia e il 10 aprile stipularono un'alleanza limitata (come era d'uso all'epoca) al conflitto che in quel momento le vedeva coinvolte.

### L'assedio di Silistra e l'arrivo degli alleati in Bulgaria

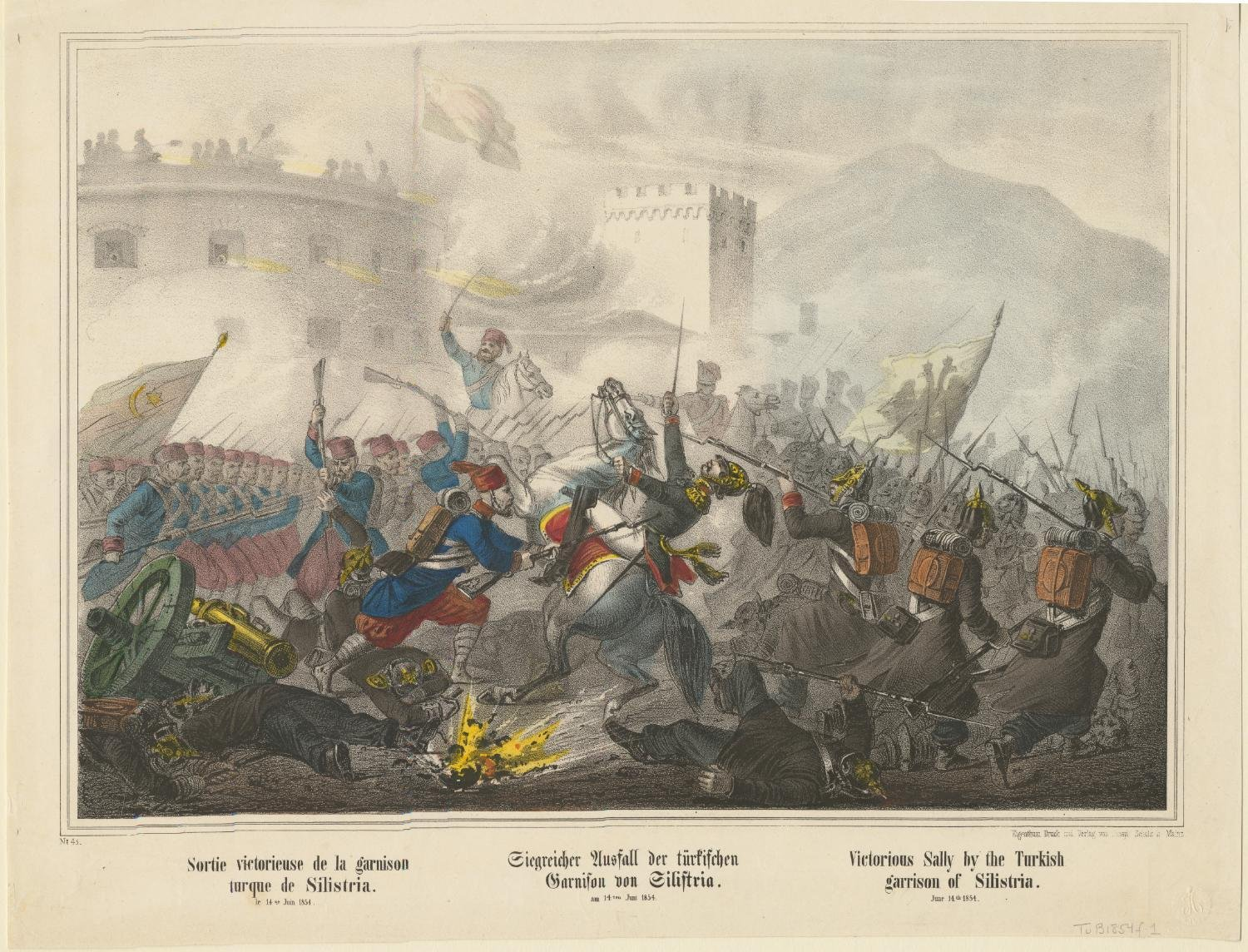
Una stampa popolare dell'epoca illustra un episodio dell'assedio di Silistra.

Constatati gli scarsi risultati ottenuti nei principati danubiani, durante l'inverno lo zar Nicola I sostituì il comandante Gorčakov con il generale Ivan Fëdorovič Paskevič.
Costui decise di conquistare la città di Silistra a 75 km a ovest del Vallo di Traiano, dietro al quale si trinceravano i turchi. L'assedio cominciò il 14 aprile 1854 e in tre settimane la città, sulla sponda destra del Danubio, fu completamente circondata. La guarnigione turca contava fra gli 8000 e i 12000 uomini, mentre le truppe assedianti da 30000 passarono gradualmente a 50000 unità. I bombardamenti e gli assalti russi si susseguirono alternativamente per settimane.
Le truppe alleate (di Francia e Gran Bretagna) erano intanto sbarcate a Gallipoli. Napoleone III ordinò al comandante del corpo di spedizione francese, Armand de Saint-Arnaud di prendere contatti con il suo omologo britannico, il generale FitzRoy Somerset Raglan, e con il comandante turco Omar Pascià, per sostenere al meglio le forze ottomane in Bulgaria. Durante il colloquio, i tre comandanti decisero che il contingente anglo-francese sarebbe sbarcato a Varna per sostenere il fianco destro dello schieramento turco. Le operazioni di imbarco dalla Turchia cominciarono il 28 maggio.
Quando il corpo di spedizione alleato arrivò a Varna l'assedio di Silistra era al culmine, i russi lanciavano un attacco dopo l'altro, ma senza successo. Essi erano già con sei settimane di ritardo rispetto ai tempi di espugnazione previsti da Paskevič, il quale, l'8 giugno, rimise nelle mani di Gorčakov il comando dell'armata. Il 22 i russi tentarono l'assalto finale, invano. Lo stesso Gorčakov fu ferito nei combattimenti e il giorno dopo gli assedianti abbandonarono Silistra iniziando la ritirata a nord del Danubio.
Il 7 luglio le forze turche attaccarono i russi a Giurgiu. L'armata di Gorčakov si ritirò ancora verso nord, attraverso Bucarest, e abbandonò i principati danubiani ripassando il fiume Prut il 28 luglio 1854.

## Il fronte russo-turco del Caucaso

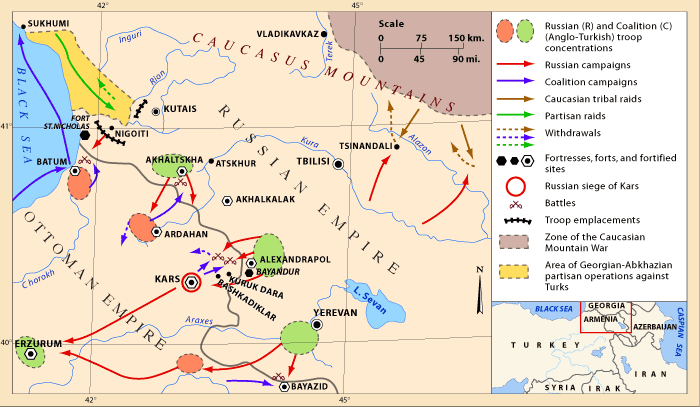
Le operazioni nella zona della frontiera orientale della Turchia.

I turchi, prima ancora della dichiarazione di guerra alla Russia, effettuarono incursioni attraverso il confine orientale della Georgia e dell'Armenia. Nell'agosto 1853 subirono però una sconfitta presso il forte di Bayazid e i russi avanzarono in Anatolia, su Kars. Solo l'offensiva dei ribelli musulmani dell'Imam Shamil dal Caucaso in direzione di Tbilisi distolse le truppe dello Zar dall'avanzare ancora, consentendo ai turchi di riprendersi.
In ottobre le truppe ottomane occuparono la fortezza di frontiera russa di San Nicola, in Georgia, mentre Shamil conseguiva ulteriori successi nella zona di Tblisi. Da Kars i turchi tentarono allora un'offensiva verso Alexandropol (oggi Gyumri), ma furono sconfitti a Akhaltsikhe e a Ongusli, presso Kars. Senza che uno dei due avesse prevalso sull'altro, alla fine di novembre entrambi gli schieramenti tornarono nei loro acquartieramenti, in attesa della buona stagione.
Nell'estate 1854 la campagna riaprì con la cattura da parte delle forze navali anglo-turche di due forti russi sulla sponda orientale del Mar Nero: Sukhom Kaleh e Redout Kaleh. Alcune altre posizioni furono catturate da Shamil e dai suoi basci-buzuk. Il 29 luglio i turchi furono di nuovo sconfitti al confine e i russi si aprirono un varco verso Erzurum. Più a est, a Kars, il 7 agosto la guarnigione turca fu attirata fuori dalle mura e battuta dalla cavalleria russa. Tuttavia, grazie all'arrivo di rinforzi (da Trebisonda e Batum) e a Shamil, che con 20000 uomini minacciò Tblisi dai monti del Daghestan, i turchi si ripresero e i russi furono fermati e costretti a ritirarsi.

## La guerra nel Mar Baltico (marzo - dicembre 1854)

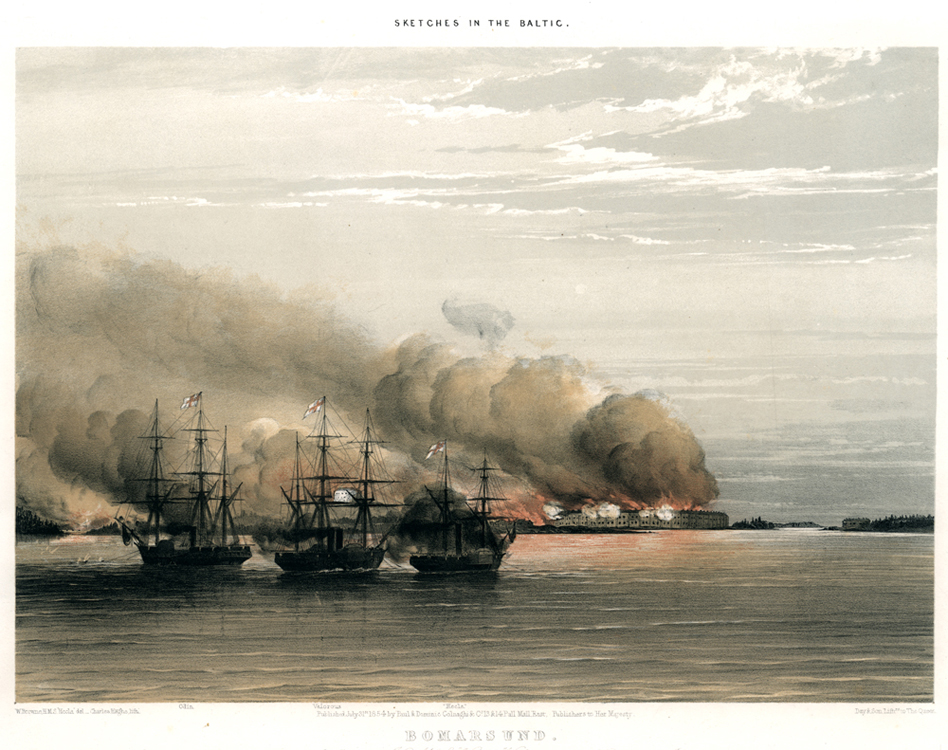
Le navi britanniche bombardano la fortezza russa di Bomarsund, nel Mar Baltico.

L'11 marzo 1854, ancora prima dell'inizio delle ostilità, una squadra navale britannica salpò per il Mar Baltico al comando dell'ammiraglio Charles John Napier. Poiché la maggior parte delle navi era schierata in Mediterraneo, la squadra del Baltico era composta inizialmente da sole 15 unità e aveva come meta il Golfo di Finlandia (che con la Finlandia apparteneva allo Zar). Qui la flotta russa era presente con una cinquantina di navi e numerose piccole imbarcazioni. Il 12 aprile la squadra di Napier salpò da Copenaghen e, in attesa che il tempo migliorasse, attraccò a Stoccolma, dove l'ammiraglio inglese si incontrò con il re Oscar I di Svezia al quale chiese, senza successo, di rompere la sua neutralità.
Come previsto dai piani operativi, dopo aver attaccato il naviglio mercantile e alcuni depositi costieri russi a maggio, gli alleati decisero di catturare la fortezza di Bomarsund, nelle Isole Åland. Le forze disponibili per l'operazione anfibia consistevano principalmente in 10000 soldati francesi comandati dal generale Achille Baraguey d'Hilliers.
Lo sbarco, al quale parteciparono anche alcuni reparti inglesi, fu effettuato poco a nord della fortezza l'8 agosto 1854. Il 13 il bombardamento anglo-francese ebbe inizio e nei giorni seguenti i soldati alleati conquistarono le posizioni principali. La fortezza di Bomarsund si arrese senza condizioni, e le isole Åland furono offerte alla Svezia, che le rifiutò.
Diversamente, Napier giudicò impossibile attaccare sia la fortezza di Kronštadt, di fronte a San Pietroburgo, sia quella di Suomenlinna (Sveaborg) al largo di Helsinki. Per questo, il 22 dicembre, fu richiamato in patria dall'ammiragliato britannico.

## La prima fase delle operazioni in Crimea (giugno - dicembre 1854)

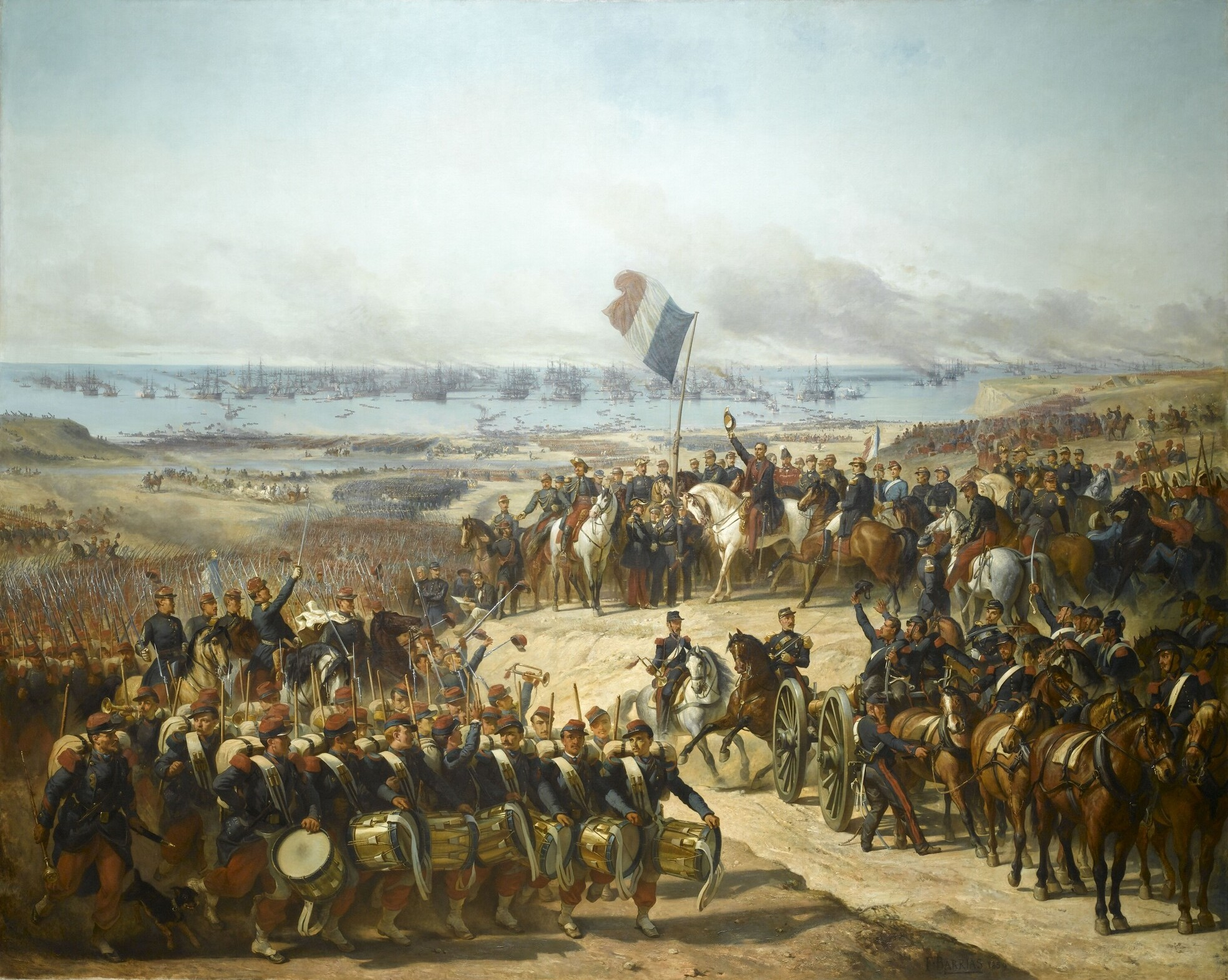
Lo sbarco delle truppe francesi in Crimea, nel golfo di Kalamitskij, il 14 settembre 1854.

La decisione di attaccare Sebastopoli fu presa quasi interamente dal ministro della Guerra britannico Newcastle. Costui, il 28 giugno 1854 inviò al comandante del corpo di spedizione inglese, Raglan, una lettera privata nella quale scriveva che il governo presieduto da Aberdeen era dell'opinione che appena i francesi fossero stati pronti si poteva porre sotto assedio Sebastopoli.
Il corpo di spedizione inglese di stanza a Varna era composto dalle seguenti unità:
- 1ª Divisione, al comando di Giorgio di Hannover duca di Cambridge;
- 2ª Divisione, al comando di George De Lacy Evans;
- 3ª Divisione, al comando di Richard England;
- 4ª Divisione, al comando di George Cathcart;
- Divisione leggera, al comando di George Brown;
- Divisione di Cavalleria, al comando di George Bingham, III conte di Lucan[41].

D'accordo con l'alleato, Napoleone III telegrafò al generale Saint-Arnaud ordinandogli di prepararsi ad imbarcare gli uomini a Varna.
Il corpo di spedizione francese comprendeva inizialmente le seguenti unità:
- 1ª Divisione, al comando di François Certain de Canrobert;
- 2ª Divisione, al comando di Pierre Joseph François Bosquet;
- 3ª Divisione, al comando di Napoleone Giuseppe Carlo Paolo Bonaparte;
- 4ª Divisione, al comando di Élie Frédéric Forey;
- Due brigate di cavalleria[43].

Dopo numerose difficoltà dovute a casi di colera e al maltempo, il 7 settembre 1854 il contingente anglo-franco-turco salpò da Varna. Sette giorni dopo, Il 14, iniziarono le operazioni di sbarco in Crimea nel golfo di Kalamitskij presso Eupatoria, ad una cinquantina di chilometri a nord di Sebastopoli. Non ci fu alcuna reazione dei russi e il 19 gli alleati cominciarono a marciare verso sud. Solo nel pomeriggio ci fu un primo contatto con il nemico e la mattina dopo fu chiaro che i gli uomini dello Zar si erano schierati sulla difensiva dietro il corso del fiume Alma.

### La battaglia dell'Alma

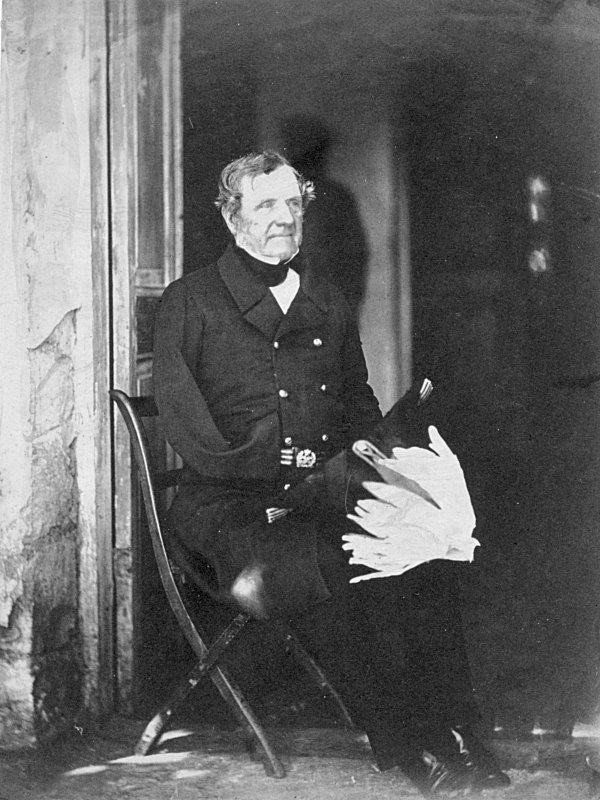
Il comandante delle forze britanniche in Crimea Lord Raglan aveva perso un braccio nella battaglia di Waterloo.

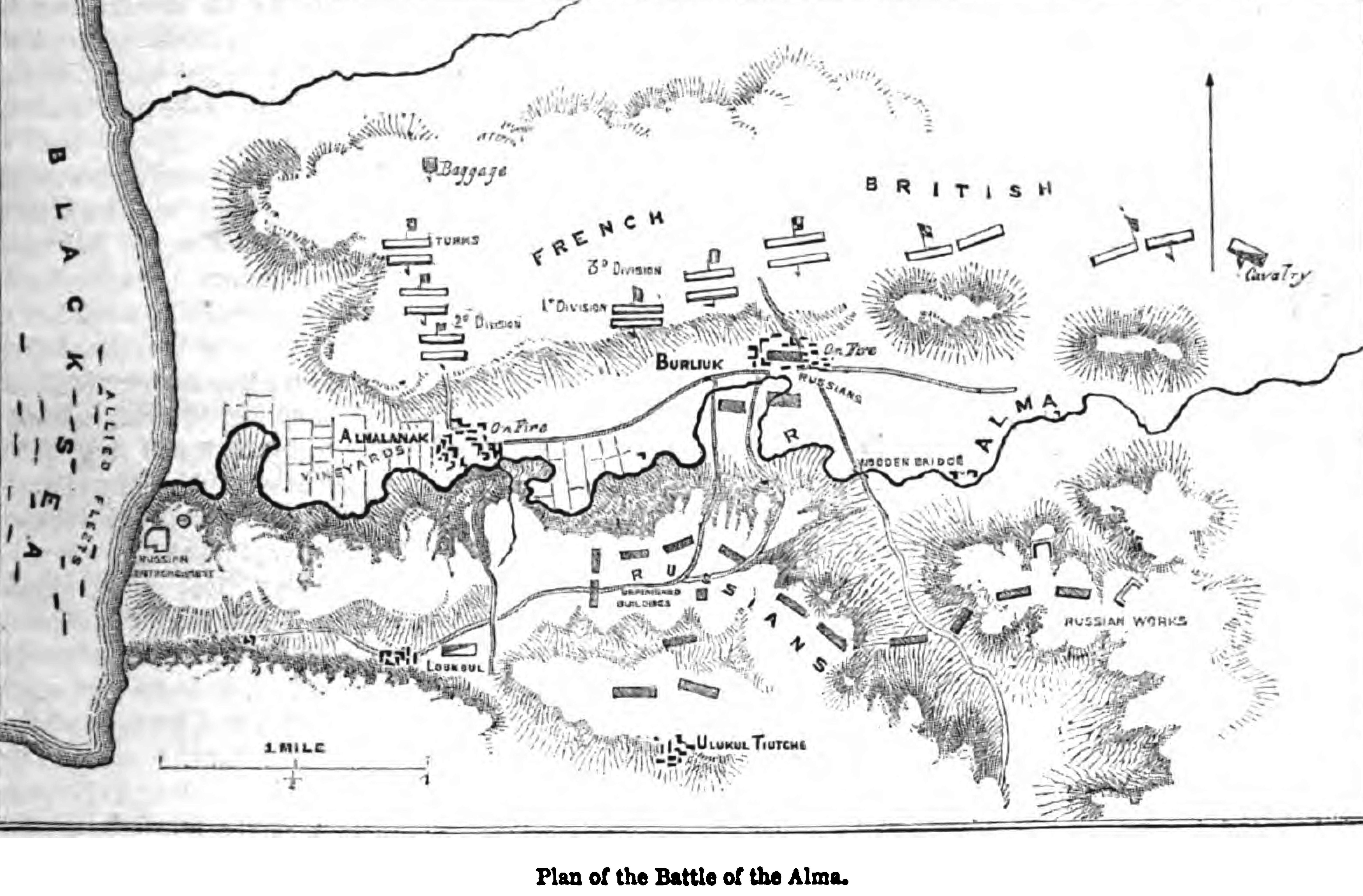
Un disegno dell'epoca con la disposizione delle forze contrapposte alla battaglia dell'Alma.

Attendeva gli alleati dietro il fiume Alma il 20 settembre 1854 un'armata guidata dal comandante supremo delle forze imperiali russe, generale Aleksandr Sergeevič Menšikov. Essa era composta da 3 divisioni (16ª, 17ª e 14ª) alle quali si aggiunsero numerose unità minori, fra cui 4 reggimenti di cavalleria (2 di ussari e 2 di cosacchi).
I russi si opposero all'avanzata nemica sulle alture sopra la sponda meridionale del fiume. Gli alleati, con i francesi che attaccavano sulla destra, presso la foce dell'Alma, e gli inglesi sulla sinistra, furono respinti durante un primo attacco che fu lanciato alle 13. La battaglia proseguì e consistette in un violento scontro diretto fra i due schieramenti. La maggior parte dei combattimenti generati dagli alleati fu di iniziativa degli inglesi che attaccarono il fronte principale russo, mentre i francesi assalivano il nemico sul suo fianco sinistro, dalle alture sopra la foce del fiume. La battaglia terminò alle 15,40 con i russi che si ritiravano verso Sebastopoli.
Raglan aveva intenzione di avanzare subito, ma la fanteria era esausta; Saint-Arnaud comunicò che non avrebbe potuto inviare fanteria e che le munizioni per l'artiglieria erano esaurite. L'inseguimento fu quindi abbandonato nonostante 12000 francesi e 6000 turchi non fossero stati impiegati nella battaglia. Le forze russe coinvolte furono: 42000 fanti, 6000 soldati di cavalleria e 80-90 cannoni. I soldati alleati erano invece circa 63000. Tra morti e feriti i russi persero nella battaglia fra i 5500 e i 5700 uomini; gli inglesi circa 2000 e i francesi circa 1300.

### L'avvicinamento degli alleati a Sebastopoli
L'avanzata degli alleati riprese il 23 settembre 1854. In questo periodo il comandante del corpo di spedizione francese, Saint-Arnaud, si ammalò di colera, mentre sull'altro fronte, i russi, dopo la sconfitta dell'Alma si erano ritirati a Sebastopoli. Qui Menšikov ordinò l'affondamento delle navi all'ancora per bloccare l'entrata dal mare agli alleati: i marinai russi sbarcati si aggregarono ai difensori e dalle imbarcazioni vennero recuperati cannoni e munizioni da utilizzare nella difesa della città.
Il 26 gli inglesi occuparono il piccolo ma importante porto di Balaklava, a sud di Sebastopoli, mentre nel campo francese il generale Canrobert aveva preso il posto di Saint-Arnaud malato che, mentre gli alleati raggiungevano la periferia di Sebastopoli, fu imbarcato in gravi condizioni per tornare in patria. Non riuscì però mai a rivedere la Francia, poiché morì durante il viaggio il 29 settembre 1854.
I russi, intanto, approfittando dell'attendismo alleato e coordinati dal colonnello del genio Ėduard Totleben, rinforzarono le difese di Sebastopoli. Le cause del ritardo alleato erano la cautela francese e la convinzione dell'esperto in fortificazioni britannico, il generale John Fox Burgoyne, che prima dell'assalto le difese dovevano essere indebolite dall'azione dell'artiglieria pesante.
Fatto sta che le difese di Sebastopoli dal giorno in cui gli alleati le raggiunsero al 6 ottobre si rafforzarono notevolmente. Solo alle 6,30 del 17 ottobre, iniziò il primo bombardamento della città. La risposta dell'artiglieria russa fu immediata ed ebbe come conseguenza la distruzione di un deposito di munizioni francese con una spaventosa esplosione. Da parte alleata ci fu anche il mancato coordinamento con la flotta. Cessato lo scontro, nonostante i danni provocati dai cannoni inglesi, i risultati del bombardamento alleato furono modesti e nessun assalto ebbe luogo.

### La battaglia di Balaklava

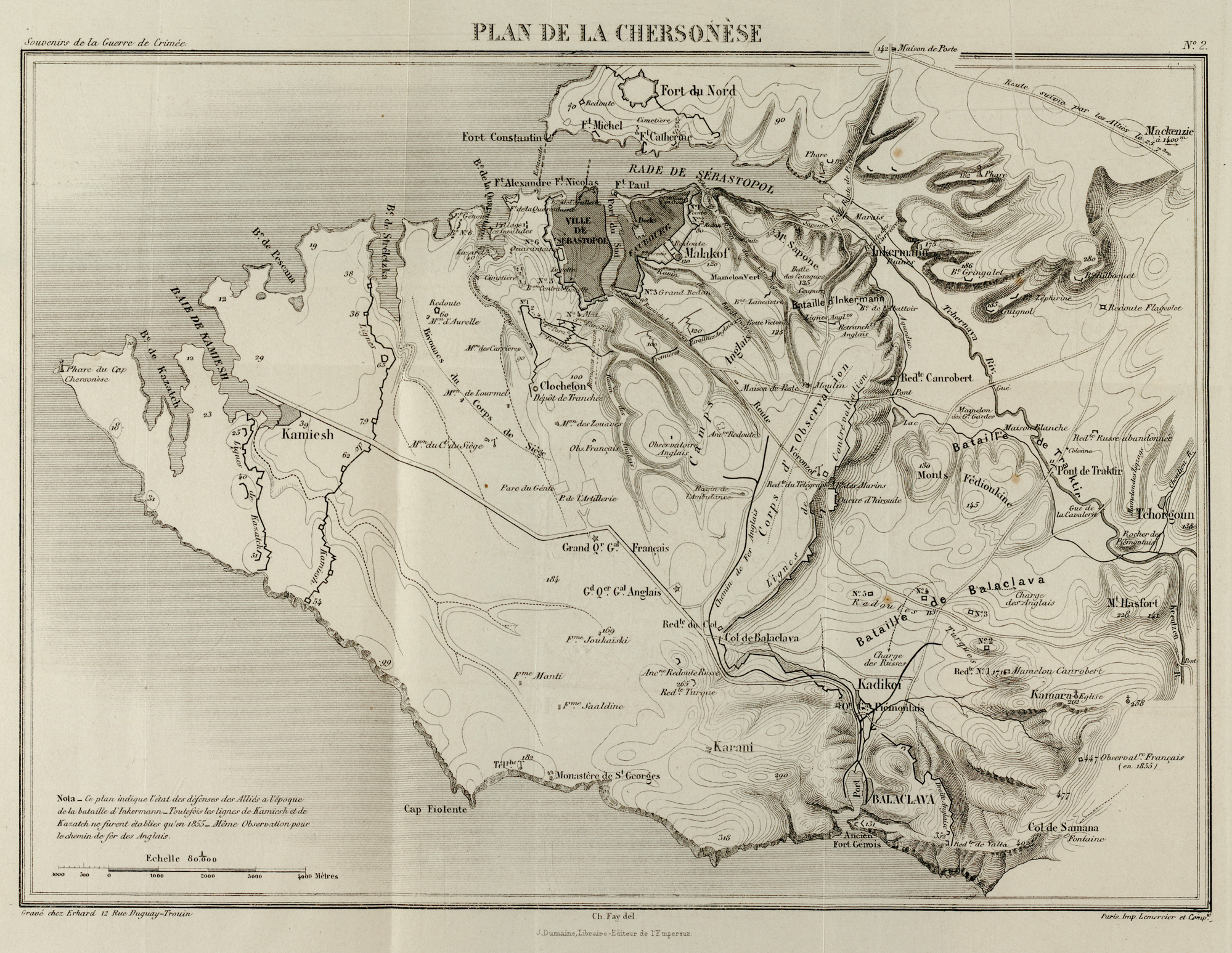
L'area di Sebastopoli, a nord, e di Balaklava, a sud.

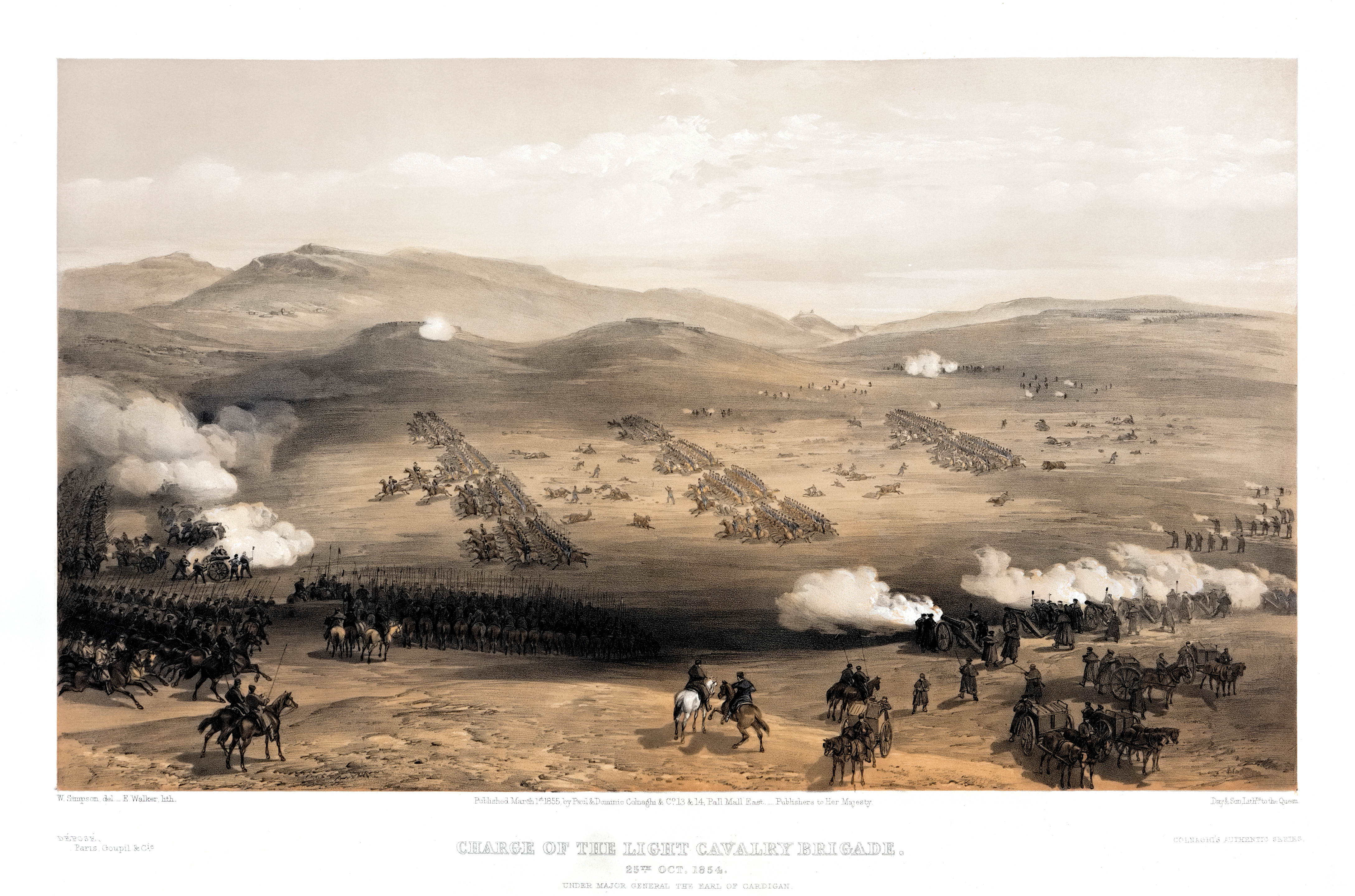
La carica della Brigata Leggera di cavalleria inglese contro i cannoni russi alla battaglia di Balaklava.

Il porto di Balaklava, occupato con facilità dagli inglesi il 26 settembre 1854, era diventato la principale base logistica degli alleati e il comandante russo Menšikov decise di aprirsi un varco nelle difese nemiche per occuparlo. Egli concentrò quindi un contingente di circa 20000 uomini a nord-est del porto, nella zona del villaggio di Chorgun.
Le unità russe al comando del generale Pavel Liprandi, passato il fiume Cernaia, alle 5 del 25 ottobre occuparono le colline di Kamara piazzandovi 30 cannoni. Nella prima fase della battaglia i russi occuparono anche le colline di Fedyukhin e la strada d'altura di Vorontsov, di modo da avere il controllo sia della cosiddetta “Valle Nord”, sia della “Valle Sud”, localizzate entrambe a settentrione di Balaklava.
Tuttavia, il progresso dei russi verso Balaklava fu bloccato dagli inglesi che in minoranza numerica si opposero con la Brigata Pesante (Heavy Brigade) e il 93º Reggimento Highlanders a due attacchi della cavalleria nemica. A questo punto il comandante britannico Lord Raglan vide dalle colline sopra Sebastopoli i russi rimuovere i cannoni dalla strada di Vorontsov. Ciò lo indusse a comandare alla Brigata Leggera di cavalleria (Light Brigade) di attaccarli. Il primo ordine fu poco chiaro e il secondo comportò una carica lungo la “Valle Nord” diretta contro i cannoni russi, cosicché dei 673 uomini che vi parteciparono il 40% morì o rimase ferito (il famoso episodio della “carica dei 600”).
Al termine della battaglia, che vide l'impiego anche della cavalleria francese, i russi non riuscirono ad arrivare a Balaklava ma rimasero in possesso della strada di Vorontsov, cosa che comportò per gli alleati difficoltà di approvvigionamenti nei mesi successivi. In ogni caso i russi si ritirarono oltre il fiume Cernaia all'inizio di dicembre del 1854, lasciando la strada agli inglesi.
Il giorno dopo la battaglia di Balaklava, il 26 ottobre 1854, Menšikov dispose una ricognizione armata sul lato dello schieramento alleato opposto a Balaklava. Sulle alture cioè che si affacciano sulla foce della Cernaia, presso il centro di Inkerman. L'attacco, che divenne noto come “la piccola Inkerman” (Little Inkerman) fu un successo per i britannici. I russi però raccolsero preziose informazioni sulle forze in campo e una settimana dopo, il 5 novembre, lanciarono un attacco massiccio sulle stesse posizioni che prese il nome di battaglia di Inkerman.

### L'offensiva russa a Inkerman

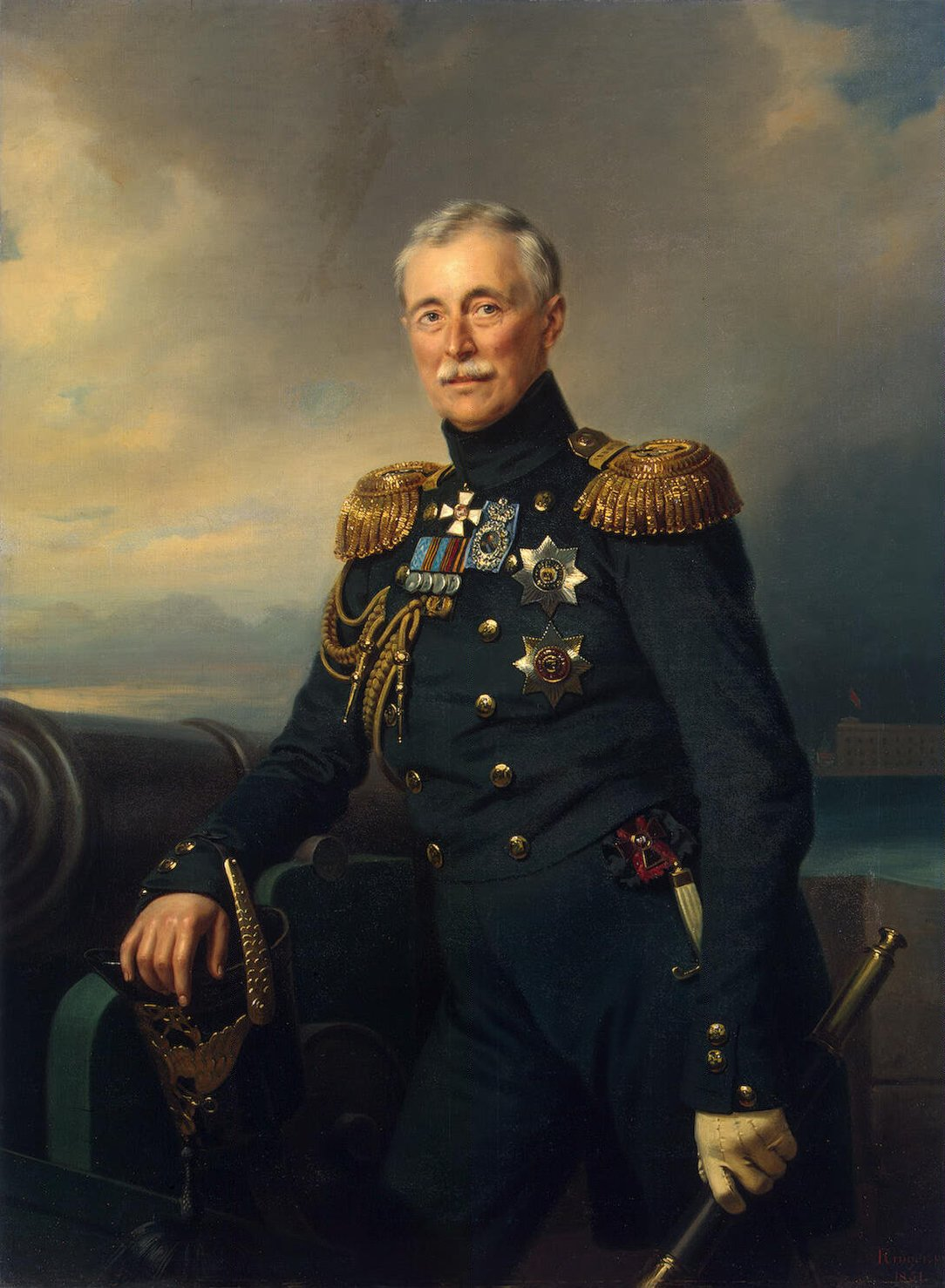
Aleksandr S. Menšikov fu comandante delle forze russe fino alla sostituzione con Michail Gorčakov.

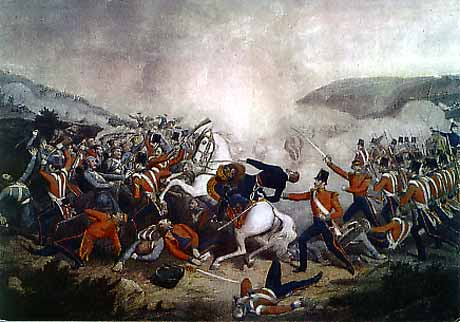
Il comandante della 4ª Divisione britannica George Cathcart cade nella battaglia di Inkerman.

Il piano di Menšikov, che puntava a liberare Sebastopoli dall'assedio, prevedeva un attacco condotto da due colonne di soldati. La prima proveniente da Sebastopoli con 19000 uomini e un'altra proveniente dal ponte di Inkerman, sulla Cernaia, con 16000 uomini. Inizialmente la nebbia rese difficile per entrambi gli schieramenti distinguere gli eventi. La prima fase durò dalle 5,45 alle 7,30 circa, durante la quale gli attacchi russi furono contenuti su tutta la linea. La colonna da Sebastopoli perse il suo comandante (il generale Soimonov) e partecipò poco alle fasi successive. Alzatasi la nebbia i russi si trovarono avvantaggiati nell'orientarsi ma divennero facile bersaglio degli ottimi fucilieri inglesi.
A questo punto il comando russo fu affidato al generale Pëtr Andreevič Dannenberg (1792-1872) che reiterò gli attacchi. Intorno alle 8,30 l'intervento dei francesi sulla destra dello schieramento britannico stabilizzò la situazione che stava per diventare critica. Gli inglesi infatti avevano perso circa la metà della loro forza impiegata di 4700 uomini e il comandante della 4ª Divisione George Cathcart che era stato ucciso in battaglia. I russi, invece, disponevano di 8000 uomini in prima linea, 100 cannoni in batteria e 9000 soldati di riserva. Messe in campo anche le truppe fresche, gli uomini dello Zar furono quasi sul punto di conquistare il punto cruciale della difesa alleata, l'altura di Home Ridge, ma alla fine furono respinti.
Il punto di svolta della battaglia ci fu intorno alle 10, quando sul fianco destro dello schieramento alleato arrivarono i cannoni da 18 libbre francesi con 2000 uomini del generale Bosquet. Fra le 12,00 e le 13,00 gli inglesi contrattaccarono e costrinsero i russi ad abbandonare il campo.
Delle forze attaccanti di circa 40000 uomini, i russi persero 10729 uomini, fra morti, feriti e prigionieri. Gli inglesi ebbero 597 morti e 1860 feriti; i francesi 130 morti e 750 feriti.
Sebastopoli non fu liberata dall'assedio e si creò una situazione di stallo. La battaglia ebbe conseguenze negative per entrambi gli schieramenti: fece svanire la speranza degli alleati di conquistare Sebastopoli prima dell'inverno, impedì qualsiasi ulteriore offensiva dei russi, e fiaccò lo spirito dei britannici che persero ottimi soldati e ufficiali, la cui qualità non fu recuperata con i rimpiazzi.

## Il ruolo dell'Austria e i “Quattro punti”

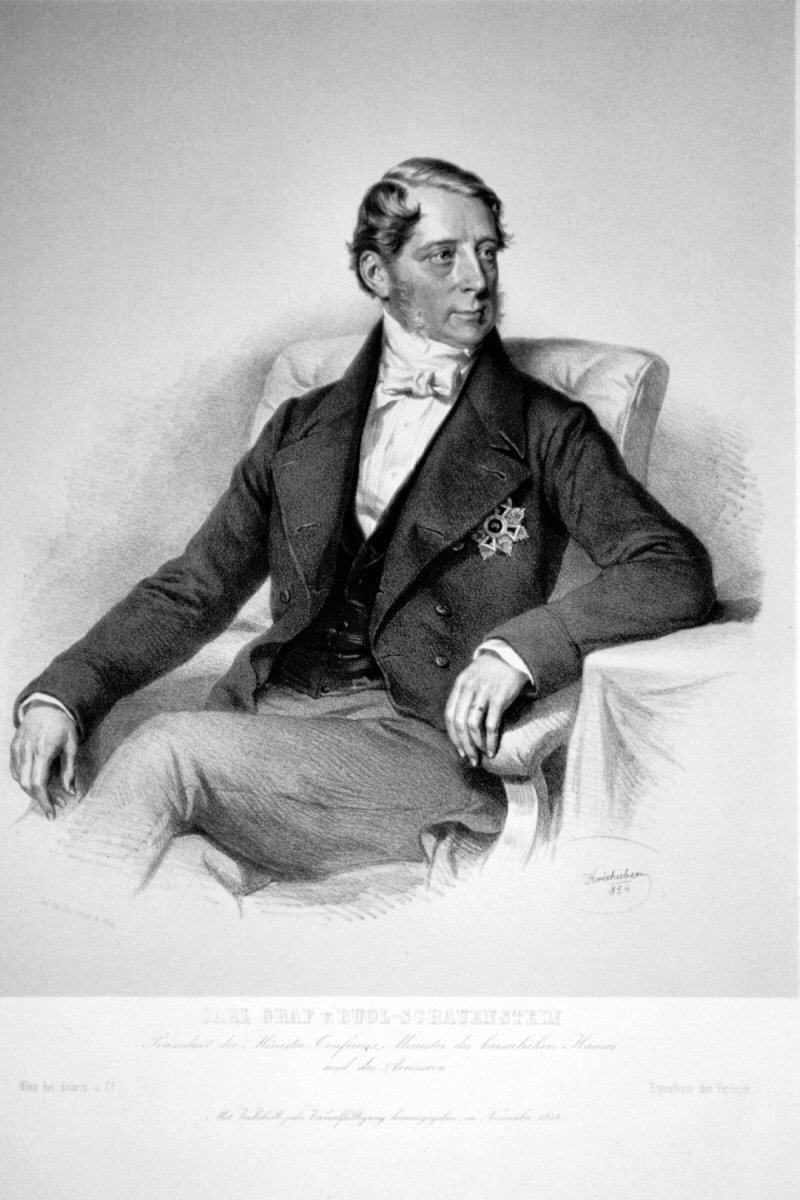
Il ministro degli Esteri austriaco Karl Buol appoggiò politicamente gli alleati e propose soluzioni di pace favorevoli all'Austria

In Europa centrale, intanto, il ministro degli Esteri austriaco Buol, dopo aver firmato un accordo di alleanza con la Prussia (20 aprile 1854), determinò la sensazione che un ingresso dell'Austria in guerra al fianco di Francia e Gran Bretagna fosse imminente. Buol prese contatti con il ministro degli Esteri francese Édouard Drouyn de Lhuys, conservatore, e ai primi di luglio del 1854 furono redatti i quattro punti che dominarono il corso diplomatico della guerra. I “Quattro punti”, dei quali i primi due erano molto favorevoli all'Austria, dovevano essere accettati dalla Russia affinché si potessero aprire le trattative di pace:
1. I principati danubiani dovevano essere protetti da una garanzia europea;
2. La navigazione sul Danubio doveva essere libera;
3. Le restrizioni all'accesso di navi da guerra europee nel Mar Nero previste dalla Convenzione degli stretti del 1841[64] dovevano essere riviste;
4. I russi dovevano abbandonare le loro pretese di protettorato sui sudditi cristiani della Turchia[65].

Quando, due mesi dopo, iniziarono le operazioni militari in Crimea, dei quattro punti solo il terzo appariva da ottenere completamente, poiché gli altri erano stati, tacitamente o meno, già accettati dalla Russia. La guerra nella penisola di Crimea fu combattuta quindi per il terzo punto e sulla questione della potenza navale russa nel Mar Nero e nel Mediterraneo, questione importante soprattutto per l'equilibrio delle potenze europee e solo secondariamente per la Turchia e il Vicino Oriente.
Con lo stallo militare seguito alla battaglia di Inkerman, il ruolo dell'Austria divenne più importante. Gli alleati, infatti, per continuare con qualche probabilità di successo l'assedio di Sebastopoli avevano bisogno della minaccia di un'azione austriaca contro la Russia, di modo che il grosso dell'esercito dello Zar rimanesse in Galizia.
La Russia intanto non aveva ancora formalmente accettato i quattro punti e il 22 ottobre l'Austria, allo scopo di concludere un accordo con gli alleati per costringere la Russia a farlo, mobilitò l'esercito contro lo Zar. Il 28 novembre i russi cedettero sui quattro punti e il 2 dicembre l'Austria firmò un trattato di alleanza con Francia e Gran Bretagna. Tale accordo, che conteneva ancora la clausola che avrebbe obbligato l'Austria ad entrare in guerra se la Russia non avesse accettato i quattro punti, fu esclusivamente un gesto politico.
Nonostante ciò, la Francia, che premeva per un aiuto diretto dell'Austria, concluse il 22 dicembre 1854 con quest'ultima un accordo segreto impegnandosi a mantenere lo status quo in Italia nel caso di collaborazione austriaca nel Vicino Oriente. Tale accordo spinse la Francia a chiedere al Regno di Sardegna di non approfittare di un eventuale impegno dell'Austria lontano dall'Italia. Anzi, una decisione piemontese di inviare un contingente nel Vicino Oriente avrebbe rafforzato gli alleati e dato sicurezza all'Austria.

## L'intervento del Regno di Sardegna al fianco degli alleati

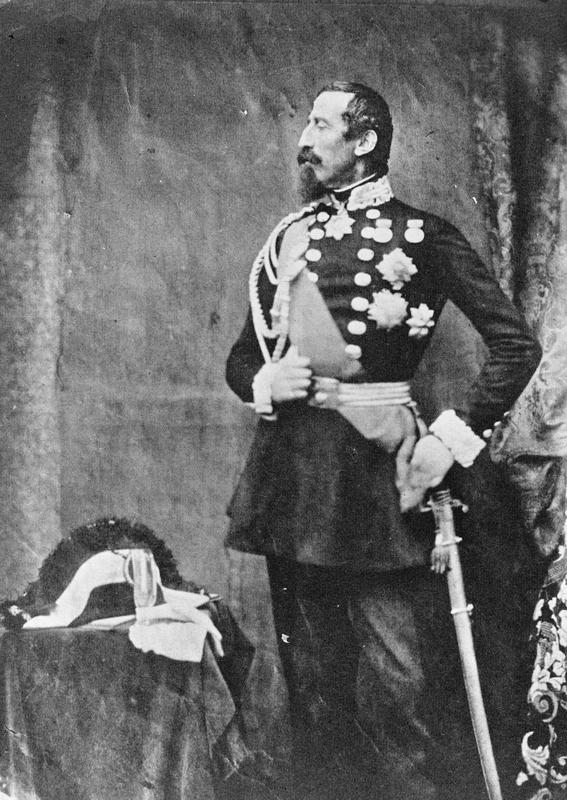
Alfonso La Marmora fu il comandante del corpo piemontese che Cavour volle inviare in Crimea. La foto è di quel periodo

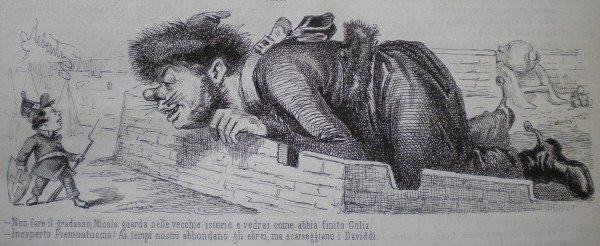
Il piccolo Piemonte e la grande Russia visti dal giornale satirico torinese Il Fischietto del 3 marzo 1855

Il progetto di un coinvolgimento piemontese era stato sottoposto dagli inglesi al presidente del consiglio del Regno di Sardegna, Cavour, già il 14 aprile 1854. Il Piemonte aveva risposto che se l'Austria avesse dichiarato guerra alla Russia, le avrebbe dato la sicurezza di non agire nei suoi confronti inviando 15000 uomini (un terzo dell'esercito) contro i russi. Cavour riteneva infatti che l'isolamento piemontese dovuto ad una stretta alleanza tra Francia e Austria avrebbe significato la fine delle speranze di un Regno di Sardegna allargato al Lombardo-Veneto. Con la non belligeranza dell'Austria la questione, tuttavia, si insabbiò.
Quando però i combattimenti in Crimea si fecero più aspri, gli inglesi tentarono di nuovo e il 13 dicembre 1854 giunse al governo piemontese una richiesta di truppe. Cavour fu per l'accettazione immediata. Il ministro degli Esteri Giuseppe Dabormida, invece, per l'accettazione condizionata al dissequestro dei beni dei lombardi perseguitati dall'Austria e rifugiati in Piemonte. Vienna aveva infatti sequestrato i beni nel Lombardo-Veneto di coloro che erano scappati nel Regno di Sardegna.
I francesi erano con Cavour e, per non inimicarsi gli austriaci, insistettero affinché l'aiuto piemontese non fosse condizionato a concessioni di Vienna. Dello stesso avviso era re Vittorio Emanuele II, che minacciò il governo di sostituirlo con uno di conservatori se non avesse concluso l'alleanza. Poiché Cavour era deciso a firmare, Dabormida si dimise e il presidente del Consiglio assunse anche la carica di ministro degli Esteri. Il Regno di Sardegna si unì così all'alleanza anglo-francese e il 26 gennaio 1855 stipulò una convenzione militare.
Con questa convenzione Cavour ottenne anche la garanzia sulla salvaguardia dei territori piemontesi. All'articolo 6, infatti, si legge che la Francia e la Gran Bretagna «garantiscono l'integrità degli Stati di S. M. il Re di Sardegna e s'impegnano a difenderli contro ogni attacco per la durata della presente guerra». Il riferimento era ovviamente ad un'eventuale aggressione dell'Austria.
Il corpo di spedizione piemontese partì da Genova il 25 aprile 1855. Era formato da 2 divisioni per un totale di 18058 uomini e 3496 cavalli, ossia 3000 uomini in più del convenuto. Comandava il corpo di spedizione il generale Alfonso La Marmora; le due divisioni erano agli ordini del generale Giovanni Durando e del generale Alessandro La Marmora, fratello di Alfonso e fondatore dei bersaglieri. Dopo una breve sosta a Costantinopoli, ai primi di maggio i piemontesi sbarcarono a Balaklava, disponendosi a fianco degli inglesi; qui dovettero subito lottare con il colera che, fra gli altri, colpì mortalmente Alessandro La Marmora.

## L'assedio di Sebastopoli e la diplomazia

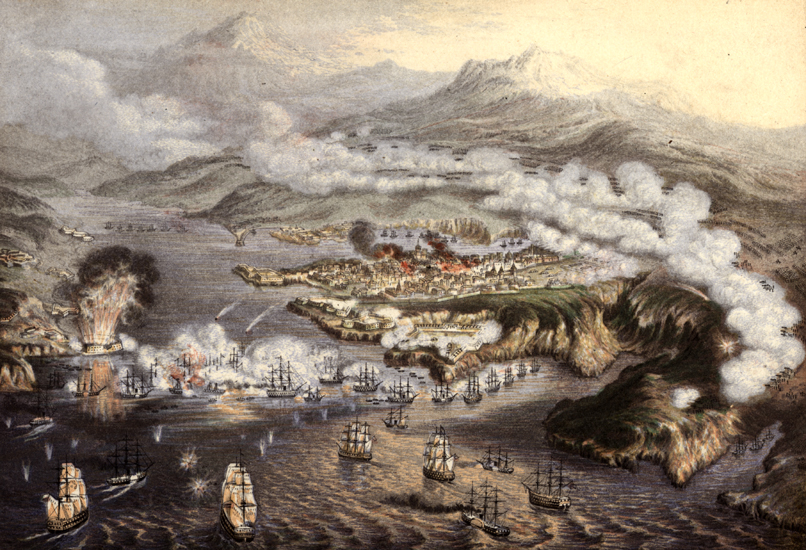
L'assedio di Sebastopoli fu uno dei più lunghi e cruenti del XIX secolo

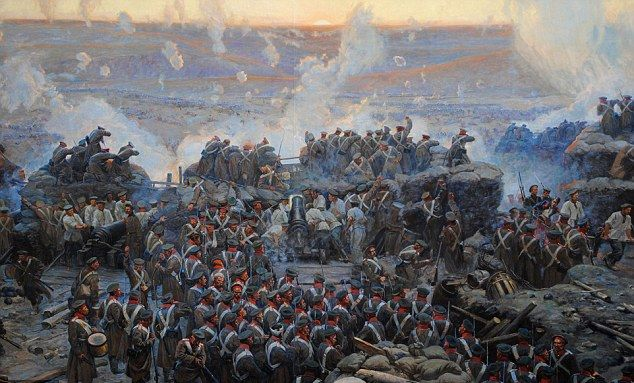
L'assedio visto dalla parte dei russi in una ricostruzione dell'inizio del XX secolo

Napoleone III insisteva che l'onore imperiale non sarebbe stato soddisfatto senza la conquista di Sebastopoli, principale base navale russa del Mar Nero, e per questo la Francia mirò ad evitare le trattative di Vienna alle quali era stata invitata a partecipare con la Gran Bretagna.
Il contingente francese, al comando di Canrobert, si era intanto rinforzato, contando, all'inizio del 1855, 8 divisioni organizzate nel modo seguente:
- 1º Corpo del generale Aimable Pélissier, con la 1ª Divisione, al comando di Élie Frédéric Forey; la 2ª Divisione, al comando di Charles Levaillant (1794-1871); la 3ª Divisione, al comando di Pâté; la 4ª Divisione, al comando di Charles Marie Joseph Marius de Salles (1803-1858).
- 2º Corpo del generale Pierre Joseph François Bosquet, con la 1ª Divisione, al comando di Marie Joseph Guillaume Bouat (1802-1859); la 2ª Divisione, al comando di Jacques Camou; la 3ª Divisione, al comando di Joseph Decius Nicolas Mayran (1802-1855); la 4ª Divisione, al comando di Joseph Dulac (1795-1870)[78].

D'altronde i russi erano lungi dal darsi per vinti. il 17 febbraio 1855, infatti, lanciarono un attacco sulla base di Eupatoria, presso la quale gli alleati erano sbarcati 5 mesi prima. La città fu difesa valorosamente dai turchi comandati da Omar Pascià e due assalti sulla destra e sulla sinistra del centro abitato furono respinti con gravi perdite dei russi. Menšikov, la cui reputazione era già gravemente offuscata, aveva deciso di attaccare Eupatoria per evitare ulteriori sbarchi alleati nella zona e ottenere una facile vittoria sui turchi. Dopo tre ore di combattimenti, invece, le sue forze avevano subito 800 morti e si ritiravano. Menšikov fu sostituito poco dopo dal principe Michail Dmitrievič Gorčakov, che tornò in auge dopo la sconfitta nei principati danubiani dell'anno precedente.
Il 2 marzo 1855 lo zar Nicola I morì. Salì al trono suo figlio Alessandro II, che decise di continuare la guerra.
Dopo il primo bombardamento su Sebastopoli del 17 ottobre 1854, gli alleati il 9 aprile 1855 iniziarono il secondo. Un contingente russo che era uscito dalla città per sferrare un secondo attacco a Eupatoria tornò indietro all'inizio del bombardamento, che proseguì per quasi 2 settimane. Terminato il bombardamento Lord Raglan fece pressioni affinché si assaltasse Sebastopoli con la fanteria, ma il comandante francese Canrobert si rifiutò, adducendo istruzioni di Napoleone III, che ora diceva di voler partire per la Crimea.

### La conferenza di Vienna

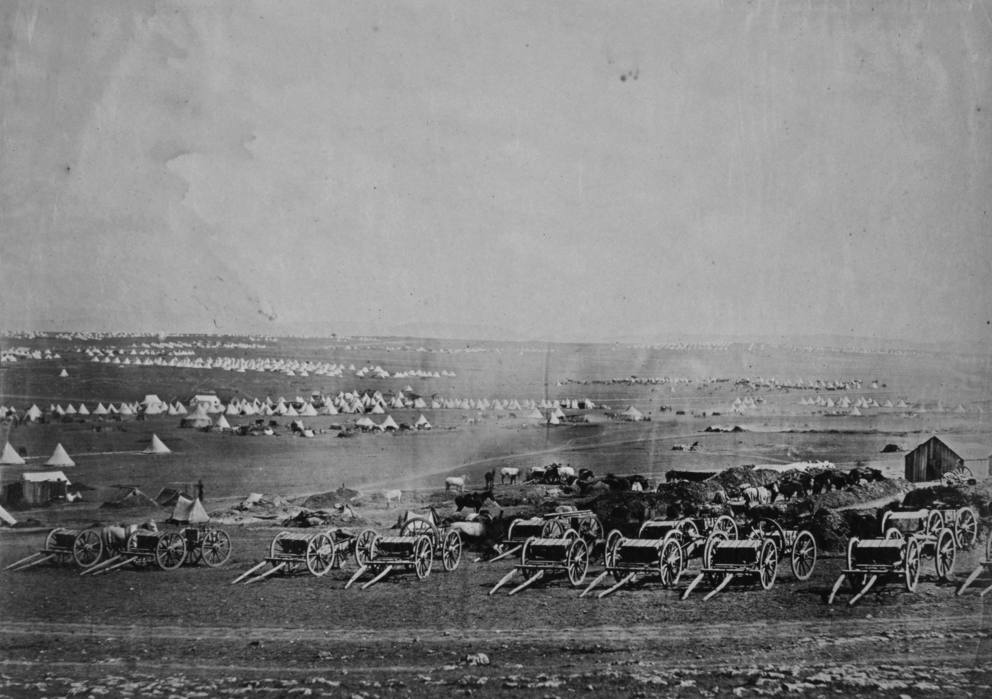
Le linee inglesi di fronte a Sebastopoli in una delle prime fotografie di reportage di guerra

Durante l'assedio di Sebastopoli si svolse a Vienna dal 15 marzo 1855 una conferenza fra Austria, Francia, Gran Bretagna, Russia e Turchia, durante la quale si capì che i russi non avrebbero accettato una limitazione della loro flotta. La Gran Bretagna chiese dunque alla Russia in quale modo intendeva rispettare il terzo dei “Quattro punti”, quello sulla revisione del trattato del 1841 che regolava gli equilibri navali del Mar Nero. Il rappresentante russo decise di scrivere a San Pietroburgo e il 2 aprile la conferenza fu sospesa. Quando riprese, il 17, Francia e Gran Bretagna proposero alla Russia la “neutralizzazione” del Mar Nero: tutte le navi da guerra russe e turche dovevano scomparire. La Russia non accettò.
Venendo incontro alla Russia, il ministro degli Esteri austriaco Buol propose una flotta russa di pari forza rispetto a quella di prima della guerra e la possibilità per le navi francesi e inglesi di entrare nel Mar Nero per bilanciarla. Il 16 aprile, però, Napoleone III era arrivato a Londra, dove era stato accolto entusiasticamente e dove si convinse che l'alleanza della Gran Bretagna valeva la pena di una guerra seria. Sulla proposta austriaca, appoggiata anche dal ministro degli Esteri francese Drouyn, Napoleone III dapprima fu esitante e poi, sentiti l'ambasciatore inglese Cowley e il ministro della Guerra Vaillant, si rifiutò di presentarla alla Russia. Drouyn si dimise e al suo posto fu nominato Alexandre Walewski (che era per la pace a tutti i costi).
Quando la conferenza di Vienna si riunì di nuovo, il 4 giugno, l'ambasciatore russo Gorčakov rifiutò ogni limitazione della flotta russa e i rappresentanti occidentali ruppero le trattative. L'Austria, ora, avrebbe potuto attaccare la Russia e, invece, l'esercito austriaco fu smobilitato il 10 giugno: l'alleanza conservatrice di Francia e Austria era durata meno di 6 mesi.

### Le operazioni nel Mar d'Azov
L'8 maggio il contingente piemontese al comando di Alfonso La Marmora giunse a Balaklava, affiancando le forze britanniche. Quelle francesi, invece, cambiarono improvvisamente comandante. Napoleone III aveva infatti avuto una controversia di ordine strategico con il comandante Canrobert, il quale ritenne impossibile eseguire delle azioni ordinategli dall'imperatore. Il 19 maggio il comandante francese si dimise e al suo posto fu nominato il generale Aimable Pélissier. Costui, nonostante il parere contrario di Napoleone III, il 22 maggio, condusse una brillante operazione nel Mar d'Azov. L'azione portò alla conquista di Kerč' e di Enikale, alla cattura di un centinaio di cannoni nemici, alla distruzione di arsenali e magazzini, e all'apertura del Mar d'Azov alle cannoniere inglesi, che causarono gravi danni al commercio russo.

### I primi assalti a Sebastopoli

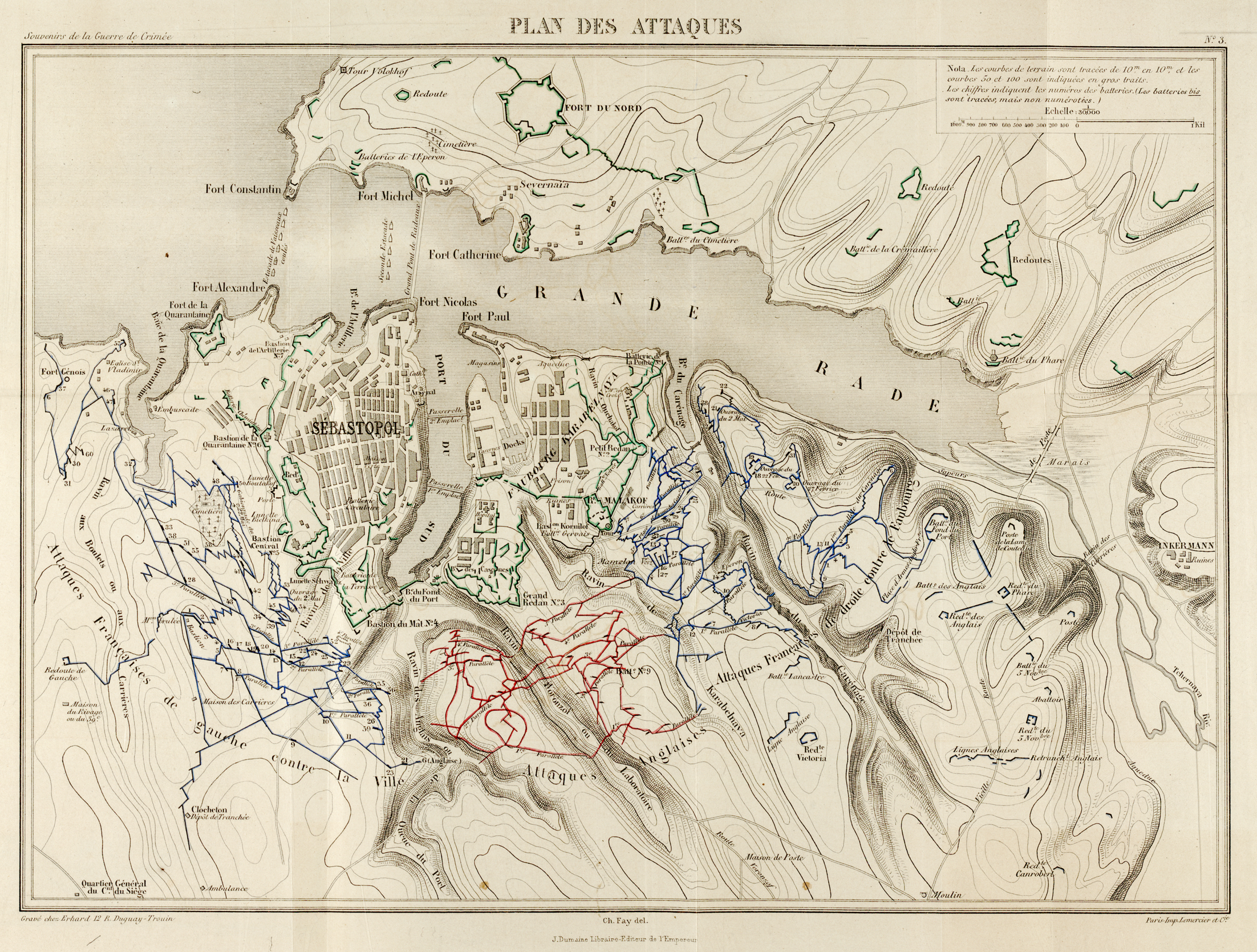
In una carta francese le fortificazioni russe in difesa di Sebastopoli in verde, le trincee francesi in blu e quelle inglesi in rosso

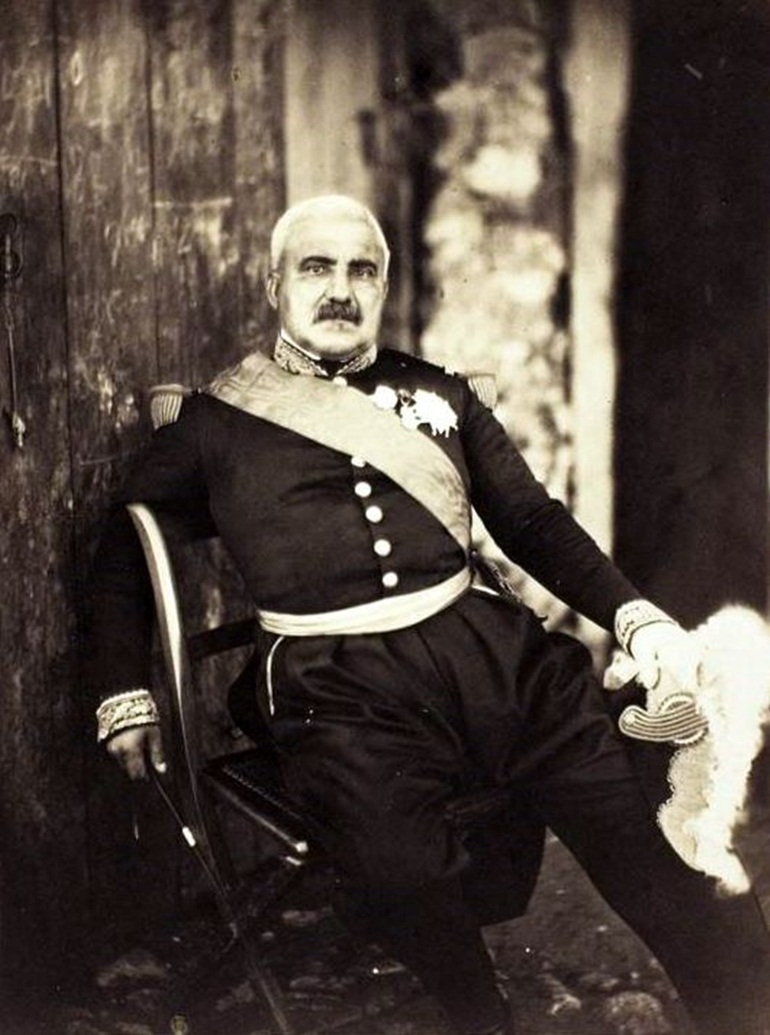
Il generale Aimable Pélissier, comandante delle forze francesi nel periodo cruciale dell'assedio di Sebastopoli

La città di Sebastopoli nel 1855 era assediata dagli eserciti alleati per tre quarti, poiché la grande rada a nord, per la sua ampiezza, impediva un accerchiamento completo. I francesi, che occupavano le due ali dell'assedio, lasciando agli inglesi il centro, avevano intrapreso una lotta per la cattura delle posizioni esterne di fronte al Bastione Centrale (a sud ovest della città) e al Bastion du Mât (in francese) o Flagstaff Bastion (in inglese), a sud della città.
Il 6 giugno 1855 iniziò il terzo bombardamento di Sebastopoli. L'obiettivo dei francesi era quello di catturare la zona di fronte al bastione di Malachov, quello degli inglesi il terreno di fronte all'altrettanto importante Redan (per gli inglesi) o Grand Redan (per i francesi) a sud-est della città. Si susseguirono fino al 9 giugno tre attacchi alleati che ebbero tutti successo, nonostante i disperati contrattacchi russi. La conquista dei principali bastioni di Sebastopoli sembrò più vicina.
L'assalto vero e proprio ai baluardi iniziò dieci giorni dopo. Il 18 giugno, il giorno dopo l'inizio del quarto bombardamento, i francesi attaccarono infatti Malachov e gli inglesi il Redan. Il risultato fu un fallimento su entrambi i fronti. Su quello inglese l'artiglieria cessò il fuoco in un momento cruciale e su quello francese la divisione del generale Mayran attaccò prematuramente, subendo gravi perdite. Pélissier ritirò le truppe francesi e alle 8:30 la battaglia era già conclusa. Gli inglesi persero 1500 uomini (tra morti e feriti); i francesi contarono 1600 feriti e 1500 morti, tra cui il generale Mayran.
La posizione degli alleati era difficile anche per un'altra circostanza: il colera e la febbre si diffondevano e colpivano soldati e ufficiali, fra i quali Lord Raglan, che morì il 28 giugno. Poiché il generale George Brown, il comandante più anziano, era già malato e di ritorno in patria, il 1º luglio assunse il comando del corpo di spedizione britannico il generale James Simpson. D'altra parte, sul fronte russo, il generale del genio Ėduard Totleben il 20 giugno fu ferito e non poté più partecipare alla guerra.

### La battaglia della Cernaia

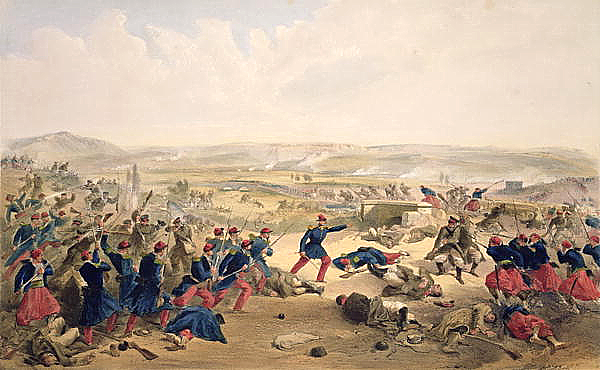
Il contrattacco francese presso il ponte Traktir sulla Cernaia il 16 agosto 1855

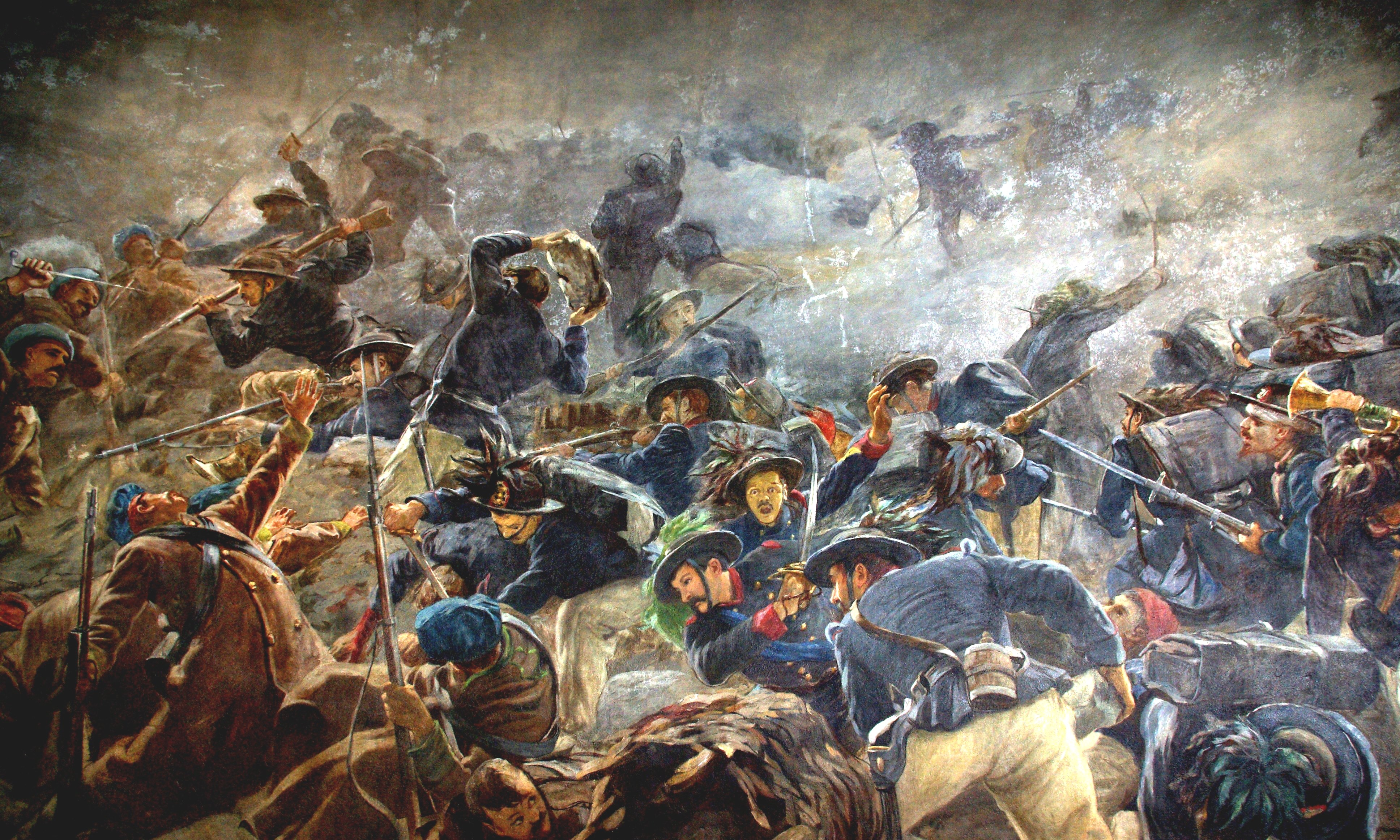
La battaglia della Cernaia consentì al corpo di spedizione piemontese di distinguersi nella guerra di Crimea

Nel tentativo di alleggerire l'assedio di Sebastopoli, il 16 agosto 1855 il capo dell'esercito russo, Gorčakov, lanciò un attacco con 4 divisioni di fanteria e 2 brigate di artiglieria da nord, attraverso il fiume Cernaia. La linea del fiume era tenuta dai francesi con un caposaldo al centro, oltre il ponte Traktir. I piemontesi erano alla loro destra, di fronte al villaggio di Chorgun, ed erano appoggiati da una batteria britannica di cannoni da 32 libbre. La colonna di destra russa era comandata dal generale Read (di origini scozzesi) e quella di sinistra da Pavel Liprandi. La 7ª Divisione russa ebbe il primo contatto con i piemontesi, che furono spinti al di là della Cernaia.
Al centro, il generale Read portò l'attacco principale della 12ª Divisione sul ponte Traktir. L'assalto riuscì a cacciare indietro i francesi, ma l'avanzata russa sulle pendici delle colline Fediukine fu contrastata da un contrattacco francese alla baionetta. Inoltre, il tentativo russo di dividere i francesi e i piemontesi fu sventato dal generale La Marmora, che dispose la propria fanteria sulla linea dell'acquedotto, sostenendola con la cavalleria. Qui un ultimo assalto russo di un battaglione di Odessa fu respinto con gravi perdite per gli attaccanti sulla linea dell'acquedotto.
I numeri delle perdite della battaglia della Cernaia, alla quale parteciparono 40000 russi, 27000 francesi e 10000 soldati del Regno di Sardegna, variano secondo le fonti. Per i russi si contano dai 6000 ai 10000 fra morti e feriti; per i francesi da 227 a 300 fra morti e dispersi, oltre a 1200 feriti circa; per i piemontesi si parla invece di 14 morti, 46 dispersi e 170 feriti. Altre fonti riportano perdite alleate (tra morti e feriti) per complessivi 1761 uomini.
Dopo la loro sconfitta, i russi cominciarono a gettare un ponte di barche sul lato nord del porto di Sebastopoli, sintomo che la loro fiducia nel tenere la città era in calo e preparavano la ritirata.

### La caduta di Sebastopoli

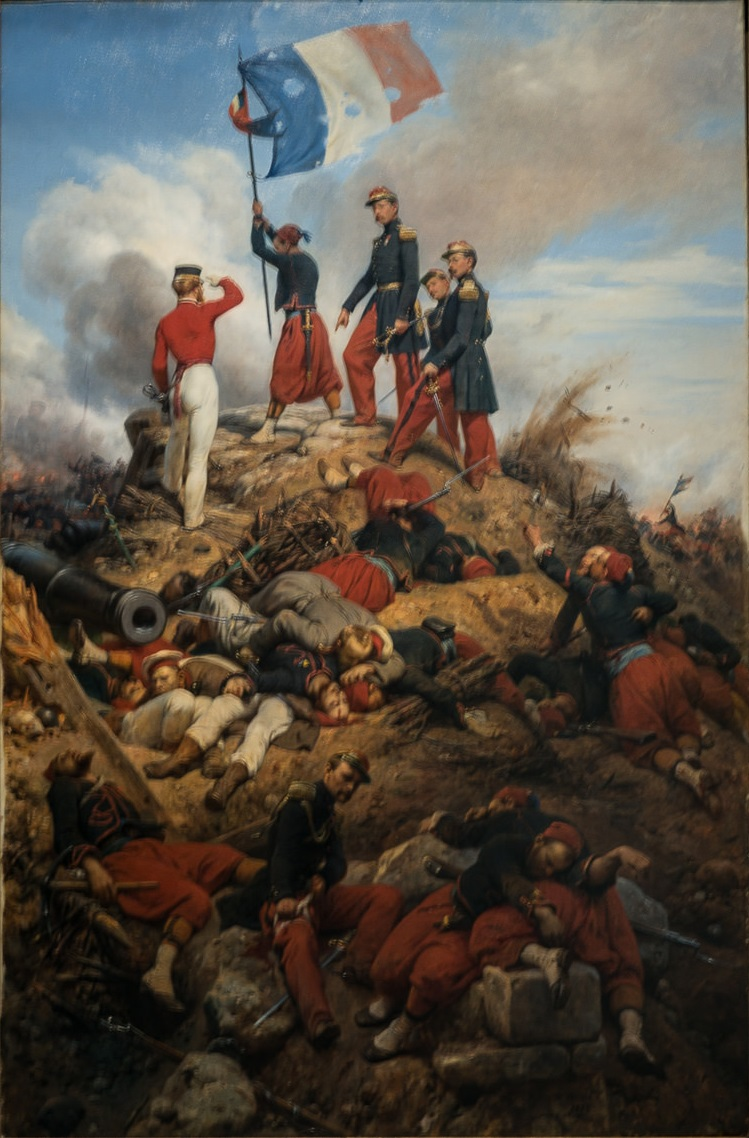
Un ufficiale inglese rende omaggio alla bandiera francese dopo la battaglia di Malachov

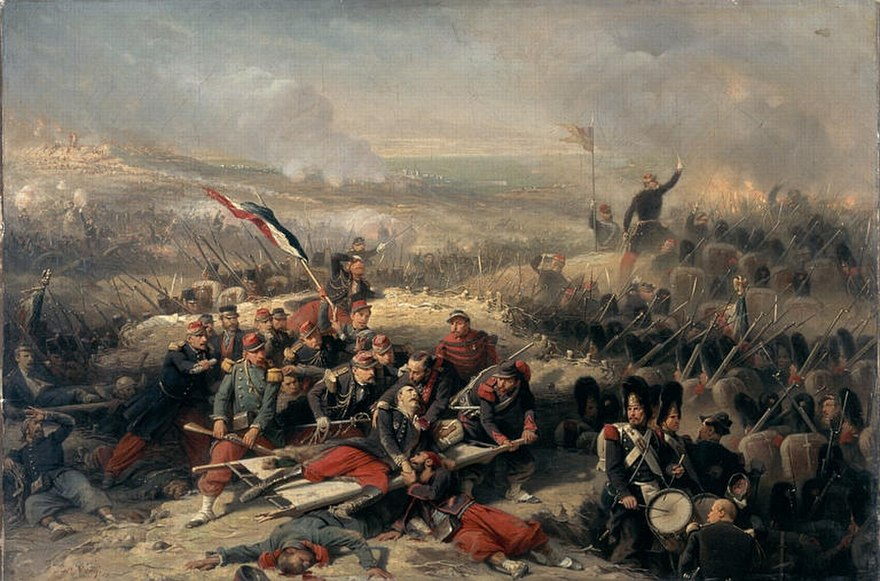
L'assalto francese alle mura di Malachov

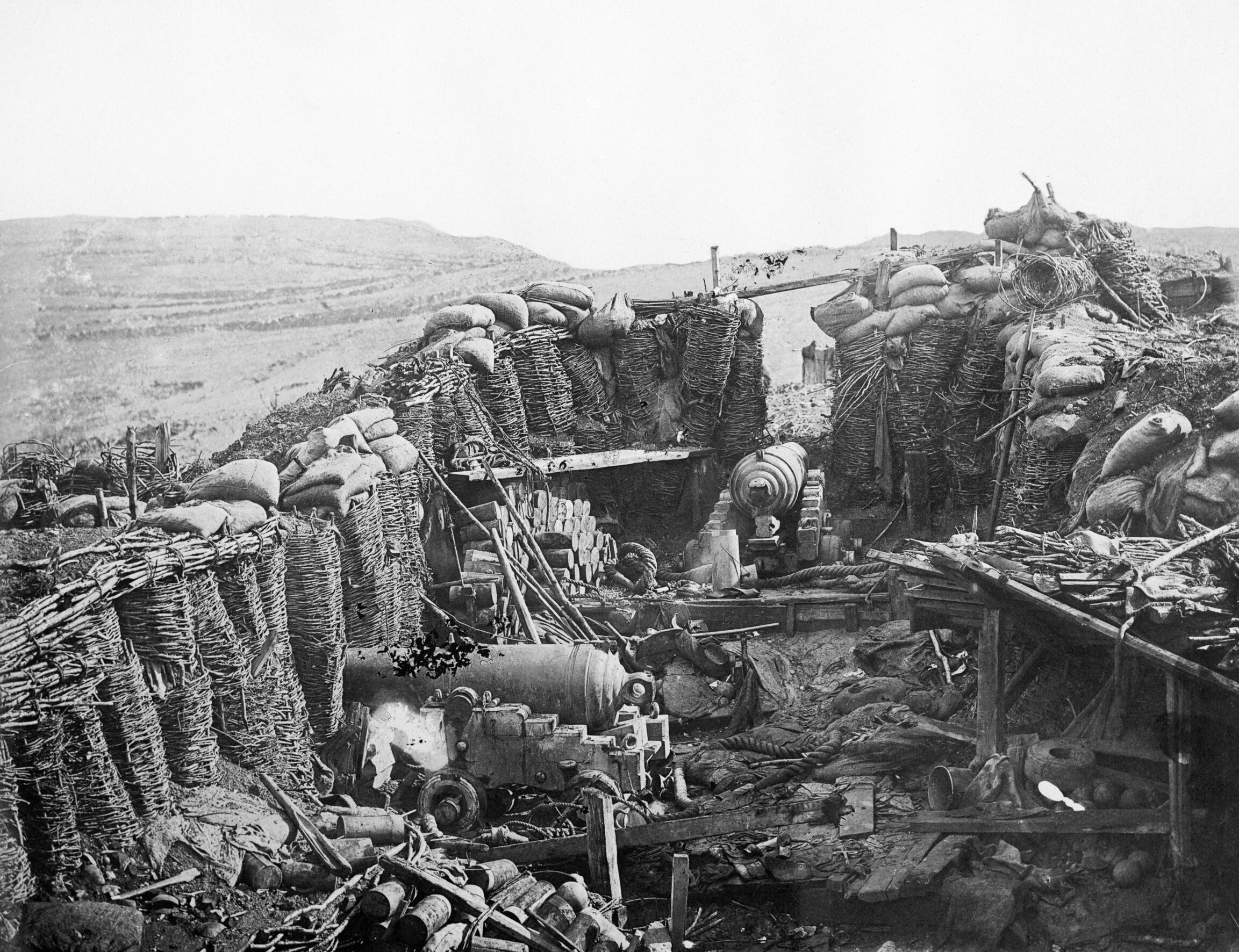
La postazione del Grand Redan dopo la conquista degli alleati

Gli alleati iniziarono il quinto bombardamento di Sebastopoli il 17 agosto 1855 durante la battaglia della Cernaia. Seguì una settimana di allarmi e cannoneggiamenti. Ciò che gli alleati speravano fosse l'ultimo assalto fu pianificato per il 5 settembre. Quel giorno iniziò il sesto bombardamento sulla città, condotto da 592 cannoni francesi e 183 britannici, fino a quel momento il più pesante della storia.
Il bastione di Malachov risultava essere la chiave della difesa russa, per cui l'attacco principale fu concentrato in quella direzione. L'assalto degli inglesi, al centro, sarebbe stato guidato dal generale William John Codrington (1804-1884). Quello dei francesi si sarebbe diviso fra l'ala sinistra e l'ala destra dello schieramento d'assedio: a sinistra, sotto il comando di Charles de Salles (1803-1858), i soldati di Napoleone III avrebbero attaccato il Bastione Centrale e il Bastion du Mât; a destra, gli uomini del generale Pierre Bosquet avrebbero attaccato Malachov, il Petit Redan e il Rideau (The Curtain per gli inglesi).
Alle 8 di mattina dell'8 settembre, tre mine francesi da oltre una tonnellata e 300 kg di esplosivo furono fatte esplodere presso il bastione di Malachov. Le trincee degli assedianti erano state portate a meno di 25 metri dal baluardo e a mezzogiorno le truppe del generale Patrice de Mac-Mahon saltarono su e furono nel forte. I russi contrattaccarono, ma non riuscirono a rioccupare le posizioni perse. Sulla destra gli uomini del generale Joseph de La Motte-Rouge (che aveva preso il comando della 2ª Divisione) penetrarono nel Rideau, ma sul Petit Redan la divisione di Joseph Dulac (1795-1870) fu respinta subendo gravi perdite. Pélissier ordinò allora di concentrare tutti gli sforzi su Malachov.
Sul lato sinistro, invece, l'attacco francese al Bastione Centrale fallì completamente. Al Redan gli inglesi non ebbero migliore sorte: come il 18 giugno, furono fatti bersaglio dall'artiglieria russa. Solo pochi inglesi riuscirono a penetrare nella fortezza, poi il panico dilagò e un contrattacco nemico causò la loro ritirata. Nessun assalto successivo fu organizzato. Durante la notte, tuttavia, si verificò una tremenda esplosione dopo che alcuni inglesi erano riusciti a penetrare nel Redan. Il magazzino del bastione saltò in aria e alle 4 di mattina anche la Flagstaff Battery fu distrutta.
Allo spuntare del giorno 9 settembre i russi, perso il bastione di Malachov, cominciarono a lasciare la città e si ritirarono verso nord sul ponte di barche. Essi distrussero alle loro spalle Fort Paul, all'ingresso del porto sud, e diverse costruzioni. L'assedio di Sebastopoli era durato 11 mesi, le perdite sofferte nell'assalto finale furono pesanti: 10000 uomini fra gli alleati e 13000 fra i russi.

## La fine della guerra in Anatolia orientale

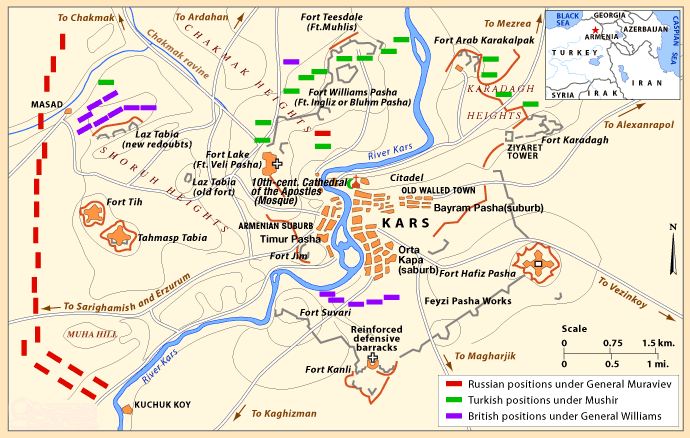
L'assedio russo della città turca di Kars nel 1855

La caduta di Sebastopoli permise alle forze turche di soccorrere i contingenti assediati in Anatolia orientale da tutta l'estate, a Kars e Erzerum. Il comandante delle forze a Kars, il britannico William Fenwick Williams (1800-1883), si trovava ora di fronte alle forze russe del generale Nikolaj Nikolaevič Murav'ëv-Karsskij (1794-1866). Le difese di Kars consistevano in fortini comunicanti fra loro attraverso basse mura, troppo estese per consentire un'adeguata protezione. Dato il protrarsi dell'assedio, inoltre, i 17000 uomini della guarnigione avevano problemi di approvvigionamento.
Il 16 giugno 1855 Murav'ëv aveva lanciato il suo primo attacco a Kars da est. I turchi lo avevano respinto, con notevole sorpresa dei russi, che si erano poi abbandonati a scorrerie interrompendo la strada con la città di Erzerum, anch'essa, da agosto, direttamente minacciata. Il 7 di quel mese un secondo attacco dei russi a Kars da sud-est si era concluso in un altro fallimento. Dal 1º settembre, tuttavia, Williams aveva dovuto dimezzare le razioni, valutando di poter resistere ancora due mesi.
I tentativi di organizzare i soccorsi agli assediati di Kars procedettero lentamente. Inglesi e francesi si opposero alla partenza dei turchi dalla Crimea fino alla fine dell'assedio di Sebastopoli e comunque non prima del 29 settembre. Proprio quel giorno Murav'ëv lanciò un massiccio attacco su Kars da nord-est con 30000 uomini che furono accolti da un intenso fuoco di fucileria e artiglieria. I difensori resistettero ancora. Persero circa 1000 soldati fra morti e feriti, mentre i russi contarono 6000 caduti.
Verso la metà di ottobre, rinforzi turchi sbarcarono a Trebisonda, si misero in marcia verso l'interno, ma si fermarono a Erzerum. Probabilmente i pascià erano intenzionati a vendicarsi delle rivelazioni di Williams riguardo alla loro corruzione e alla loro disonestà. Un ulteriore sbarco si ebbe a Sukhumi; da lì all'inizio di novembre i turchi avanzarono su Kutaisi (200 km a nord di Kars). Infine, il 25 novembre, senza più cibo e numerosi casi di colera scoppiati fra i suoi soldati, il generale Williams si arrese a Murav'ëv.

## La ripresa delle operazioni navali (marzo - novembre 1855)

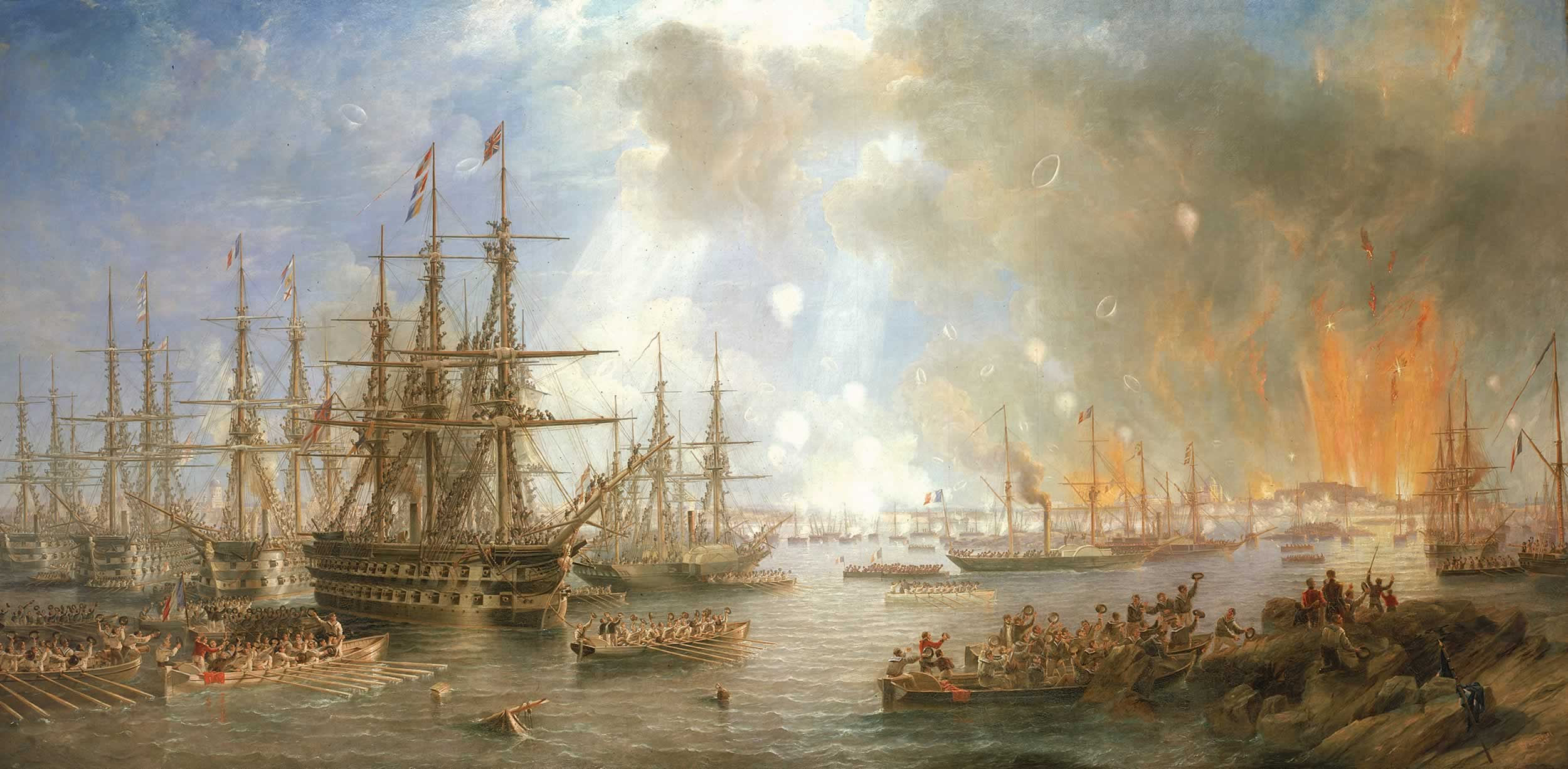
L'arsenale del porto russo di Suomenlinna (Sveaborg) esplode durante il bombardamento della flotta anglo-francese il 9 agosto 1855

Le operazioni nel Mar Baltico ripresero nella primavera del 1855. L'ammiraglio inglese Charles John Napier era stato rimpiazzato da James Whitley Deans Dundas, che comandava una squadra salpata dall'Inghilterra a marzo per bloccare i porti russi nel golfo di Finlandia e composta da una ottantina di navi. A queste unità i francesi aggiunsero altre 16 imbarcazioni.
Giunte le navi nella zona delle operazioni, il forte russo di Loviisa, nella Finlandia meridionale, fu catturato: 122 cannoni furono rimossi e la fortezza fatta saltare. Sorte simile toccò al non lontano forte di Hamina, le cui artiglierie furono ridotte al silenzio, le truppe sconfitte e la città incendiata. Il 9 agosto 1855 le due flotte alleate bombardarono pesantemente la base navale fortificata russa di Suomenlinna (Sveaborg), di fronte a Helsinki. Dopo tre ore l'arsenale principale dell'isola saltò in aria. L'attacco fu ripetuto il 10 e l'11 agosto: la maggior parte dei cantieri e dei magazzini fu distrutta; 23 piccole navi furono incendiate e una nave di linea semiaffondata.
Il resto della campagna nel Baltico vide le navi alleate attaccare il naviglio mercantile russo, bloccare i porti commerciali e colpire le difese costiere. La flotta si ritirò a novembre. Azioni navali vennero effettuate dalla flotta inglese anche nel Mar Bianco e, con minore successo, nel nord dell'oceano Pacifico.

## Le trattative di pace e il congresso di Parigi

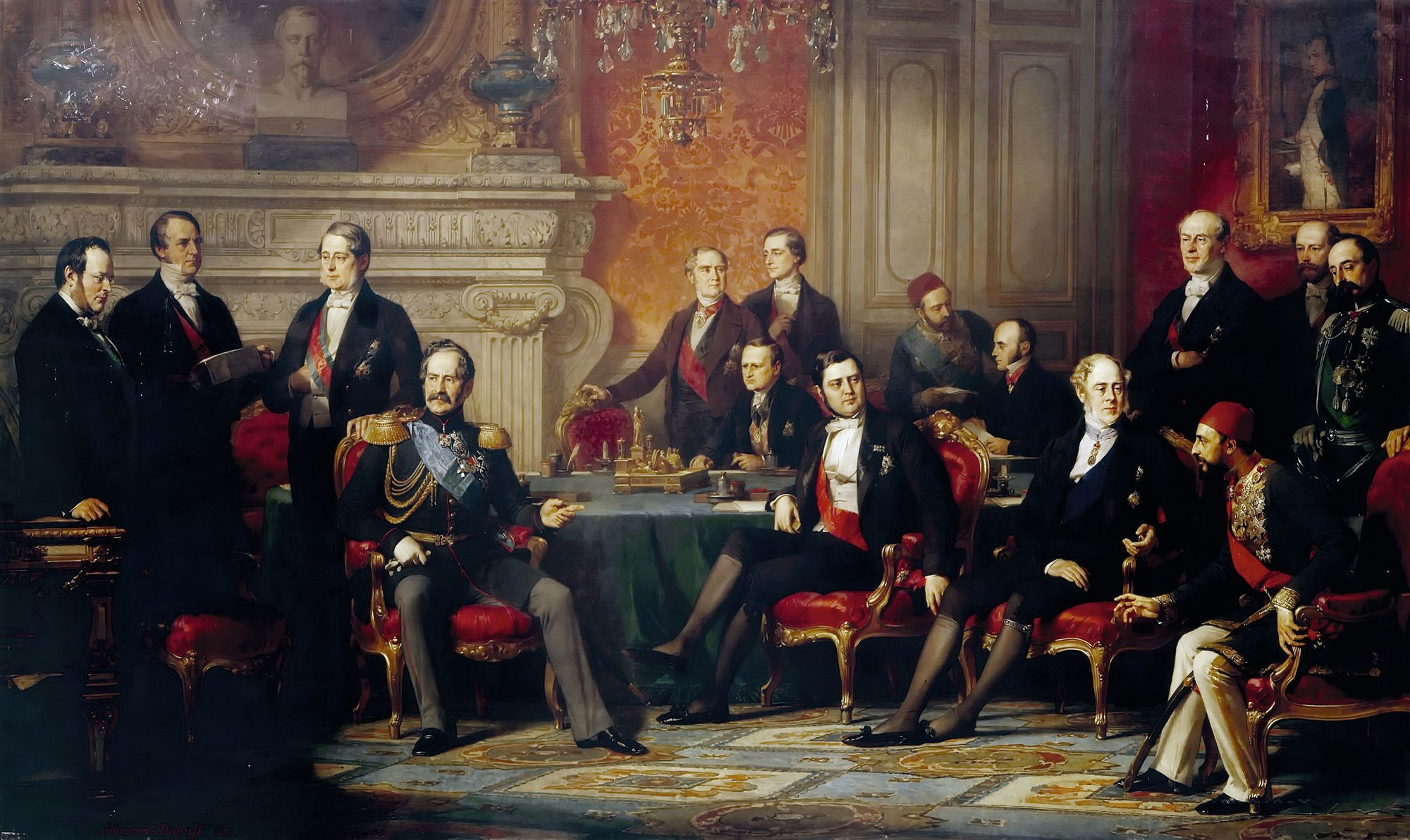
Il Congresso di Parigi. Il primo delegato a sinistra è Cavour, il terzo Buol. Il terzo seduto da sinistra è Walewski. Seguono Clarendon e Aali. L'ultimo personaggio a destra è il piemontese Villamarina.

La diplomazia, che aveva continuato ad operare per tutto il corso della guerra, nell'estate del 1855 mise in campo Charles de Morny, un grande industriale e speculatore francese che vedeva nella Russia un buon terreno per i suoi affari e per quelli della Francia. Costui entrò in contatto con i russi e tentò di indurli ad un accordo.
I francesi, accertatisi per mezzo di Morny delle condizioni che i russi avrebbero accettato, le suggerirono al ministro degli Esteri austriaco Buol ed infine le presentarono agli inglesi. Queste condizioni, concordate fra Buol e i francesi il 14 novembre 1855, erano una versione più accurata dei Quattro Punti. Buol aveva corretto il primo punto a favore dell'Austria, stabilendo che la Russia doveva cedere la Bessarabia meridionale in modo da essere allontanata dal Danubio, mentre al terzo punto andò la clausola di smilitarizzare il Mar Nero sia da parte russa che da parte turca.
Su queste basi l'Austria inviò un ultimatum alla Russia il 15 dicembre. La Russia rispose cercando di perdere tempo, ma Buol il 5 gennaio 1856 rifiutò la risposta. Il 15 si tenne in Russia il consiglio della corona decisivo, nel quale il ministro degli Esteri Nessel'rode convinse i presenti ad accettare incondizionatamente le proposte austriache.
Gli inglesi insistettero su una rapida convocazione del congresso di pace per essere liberi di minacciare una ripresa della guerra in primavera. I preliminari di pace furono firmati il 1º febbraio 1856. La guerra di Crimea era finita. Essa aveva avuto risultati incerti nel Vicino Oriente, ma decisivi in Europa: aveva infranto il mito e la potenza della Russia che aveva battuto Napoleone Bonaparte. Nello stesso tempo la tradizionale alleanza tra Austria e Russia cominciò ad incrinarsi, mentre l'ordine uscito dal Congresso di Vienna quarant'anni prima iniziò ad essere messo in discussione.
Il congresso di pace per la Crimea si riunì a Parigi dal 25 febbraio al 16 aprile 1856 e stabilì le clausole per l'autonomia di Moldavia e Valacchia che, liberate dal protettorato russo, rimanevano formalmente nell'Impero ottomano, al quale venne anche assicurata l'integrità territoriale.
Il trattato che ne scaturì dispose la smilitarizzazione del Mar Nero e la cessione da parte della Russia della zona della foce del Danubio (Bessarabia meridionale) a favore della Moldavia. Durante il congresso il presidente del Consiglio del Regno di Sardegna Cavour ottenne che per la prima volta in una sede internazionale si ponesse la questione italiana, avviando quel processo che porterà alla seconda guerra di indipendenza e al periodo decisivo del Risorgimento.

## Influenza culturale
Grazie ai primi inviati di guerra, il conflitto fu il primo ad essere costantemente seguito dalle popolazioni delle nazioni coinvolte. Su tali basi di popolarità la guerra di Crimea ispirò vari componimenti.
- Lo scrittore russo Lev Nikolaevič Tolstoj partecipò all'assedio di Sebastopoli e ne trasse l'ispirazione nel 1855 per i Racconti di Sebastopoli.
- Una delle opere più famose del poeta britannico Alfred Tennyson è The Charge of the Light Brigade, scritta nel 1855 e ispirata alla carica della Brigata Leggera inglese nella battaglia di Balaklava. A sua volta la poesia ispirò nel 1983 il gruppo musicale Iron Maiden che nell'album Piece of Mind presentò il brano The Trooper.
- Il compositore chitarrista francese Napoléon Coste, ne Le Départ op. 31, scrisse Le Retour (Marche triomphale) per i reggimenti della linea in ritorno dalla Crimea. Il 29 dicembre 1855, infatti, Napoleone III tenne un discorso ai soldati.
- Lo scrittore italiano Iginio Ugo Tarchetti fu autore nel 1866 del romanzo antimilitarista Una nobile follia, ambientato in Crimea durante il conflitto.
- Il romanzo di fantascienza ucronica Il caso Jane Eyre di Jasper Fforde del 2001 è ambientato nel 1985 in un mondo immaginario in cui la guerra di Crimea non è ancora terminata.
- Nel cinema l'episodio della battaglia di Balaklava fu oggetto di tre film, tutti intitolati The Charge of the Light Brigade. Il primo, un cortometraggio americano, risale al 1912; il secondo, conosciuto in Italia con il titolo La carica dei seicento, uscì nelle sale nel 1936, ed è probabilmente il più famoso dei tre; il terzo, I seicento di Balaklava del 1968, è una produzione britannica che non ebbe il successo sperato, forse per la concomitanza dell'uscita con l'attualità della guerra del Vietnam.